# Codes postaux en république populaire de Chine

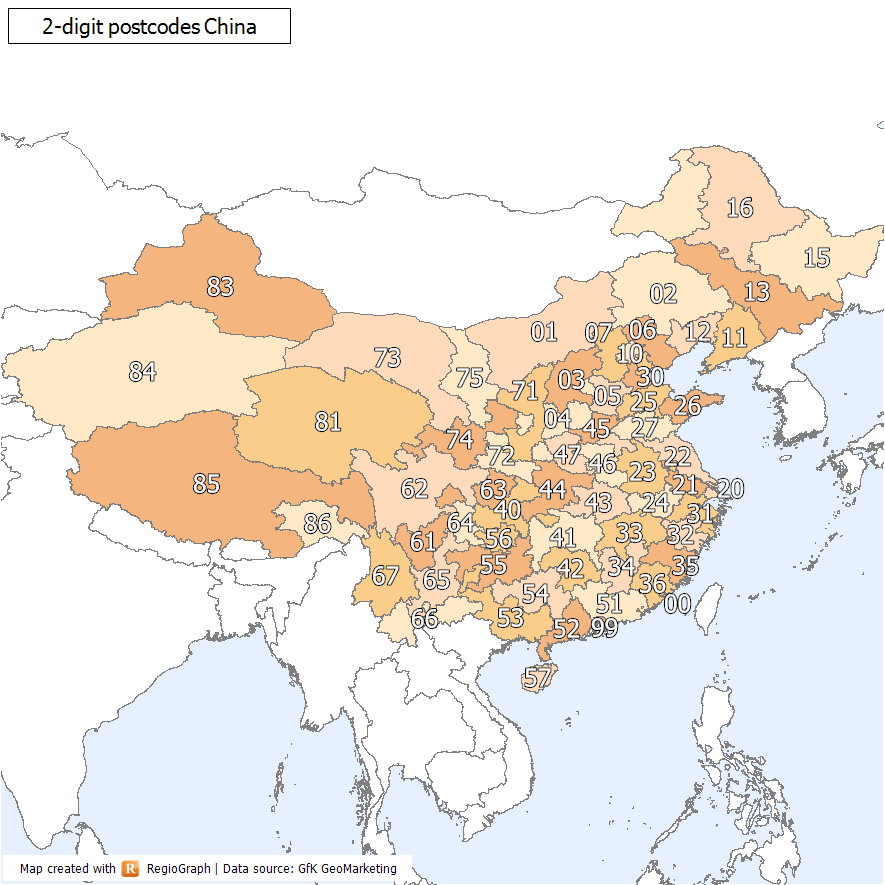
Subdivisions de la Chine en zones de codes postaux (définis par les deux premiers chiffres)

Les codes postaux en république populaire de Chine (Chinois traditionnel: 郵政編碼（郵編); Chinois simplifié: 邮政编码（邮编); pinyin: yóuzhèng biānmǎ (yóubiān)) sont un système utilisé par China Post pour la distribution du courrier et des marchandises à l'intérieur de la Chine continentale.
China Post utilise un système numérique à six chiffres avec quatre niveaux: le premier niveau, composé des deux premiers chiffres, indique la province, la municipalité de rang provincial ou la région autonome; le deuxième niveau, composé du troisième chiffre, indique la zone postale à l'intérieur de l'entité précédente; le quatrième chiffre représente le troisième niveau: il indique le bureau de poste dans les préfectures ou les villes-préfectures; les deux derniers chiffres représentent le quatrième niveau: ils indiquent la zone d'envoi spécifique pour la livraison.
La république de Chine (ROC) ou Taiwan, d'autre part, n'étant pas sous le contrôle de la république populaire de Chine, est intégrée à ce système de code postal par China Post, même s'il n'est pas en cours d'utilisation. Le service postal de la ROC, Chunghwa Post, utilise un autre système de codes postaux. L'ensemble du courrier entre la Chine et Taïwan est traité comme du courrier international. L'envoi de courrier de Taiwan vers la Chine continentale exige en réalité l'utilisation de codes postaux énoncés par Chunghwa Post. La série 000000-009999 n'est pas en cours d'utilisation.
Les codes débutant par 999 sont les codes intérieurs utilisés par China Post pour le courrier international (y compris les régions administratives spéciales et Taïwan), mais n'est en général pas utilisé par le public.

## Municipalitésde rang provincial

### Beijing– 10
- District urbain – 100000
- District de Tongzhou – 101100
- District de Pinggu – 101200
- District de Shunyi – 101300
- District de Huairou – 101400
- District de Miyun – 101500
- District de Yanqing – 102100
- District de Changping – 102200
- District de Mentougou – 102300
- District de Fangshan – 102400
- District de Daxing – 102600

100600 (code exact) est exclusivement employé pour les institutions étrangères et diplomatiques (peu importe le lieu existant à Pékin) avec livraison prioritaire.
102008 a été exclusivement employé pour les lieux des Jeux Olympiques d'été de 2008, entre le 1er juillet 2007 et le 30 septembre 2008.

### Shanghai– 20
- District urbain – 200000
- District de Minhang – 201100
- District de Nanhui (a été incorporé dans le district de Pudong) – 201300
- District de Fengxian – 201400
- District de Jinshan – 201500
- District de Songjiang – 201600
- District de Qingpu – 201700
- District de Jiading – 201800
- Xian de Chongming – 202100
- Xian de Shengsi (sous la direction administrative de la ville-préfecture de Zhoushan dans la province du Zhejiang) – 202400

### Tianjin– 30
- District urbain – 300000
- District de Ninghe – 301500
- District de Jinghai – 301600
- District de Wuqing – 301700
- District de Baodi – 301800
- Xian de Ji – 301900

### Chongqing– 40
- District urbain - 400000
- District de Yubei - 401100
- District de Changshou - 401200
- District de Banan - 401300
- Xian de Qijiang - 401400
- District de Hechuan - 401500
- District de Yongchuan - 402100
- District de Jiangjin - 402200
- Xian de Dazu - 402300
- Xian de Rongchang - 402400
- Xian de Tongliang - 402500
- Xian de Tongnan - 402600
- Xian de Bishan - 402700
- District de Wanzhou - 404000
- Xian de Zhong - 404300
- Xian de Yunyang - 404500
- Xian de Fengjie - 404600
- Xian de Wushan - 404700
- Xian de Liangping - 405200
- Xian de Kai - 405400
- Xian de Wuxi - 405800
- Xian de Chengkou - 405900
- District de Fuling - 408000
- Xian de Dianjiang - 408300
- District de Nanchuan - 408400
- Xian de Wulong - 408500
- Xian autonome tujia de Shizhu - 409100
- Xian autonome miao et tujia de Pengshui - 409600
- District de Qianjiang - 409700
- Xian autonome tujia et miao de Youyang - 409800
- Xian autonome tujia et miao de Xiushan - 409900

## Chine du nord– 0

### Mongolie-Intérieure– 01-02

#### Ouest (01)
- Hohhot - 010000
  - Bannière gauche de Tumd - 010100
  - Xian de Togtoh - 010200
  - Bannière de Jungar (sous la juridiction de la ville-préfecture d'Ordos) - 010300
  - Erenhot (dans la ligue de Xilin Gol) - 011100
  - Bannière droite de Sonid (dans la ligue de Xilin Gol) - 011200
  - Bannière gauche de Sonid (dans la ligue de Xilin Gol) - 011300
  - Xian de Horinger - 011500
  - Xian de Qingshuihe - 011600
  - Xian de Wuchuan - 011700
  - Bannière de Siziwang (sous la juridiction de la ville-préfecture d'Ulaan Chab) - 011800
- Ulaan Chab - 012000
  - Fengzhen - 012100
  - Bannière avant droite de Chahar - 012200
  - Xian de Zhuozi - 012300
  - Bannière arrière droite de Chahar - 012400
  - Bannière de Xianghuang - 013200
  - Xian de Huade - 013300
  - Xian de Shangdu - 013400
  - Bannière centrale droite de Chahar - 013500
  - Xian de Xinghe - 013600
  - Xian de Liangcheng - 013700
- Baotou - 014000
  - Bannière droite de Tumd - 014100
  - Xian de Guyang - 014200
  - Bannière de Dalad (sous la juridiction de la ville-préfecture d'Ordos) - 014300
  - Bannière avant d'Urad (sous la juridiction de la ville-préfecture de Bayannur) - 014400
  - Bannière unie de Darhan Muminggan - 014500
- Bayannur - 015000
  - Xian de Wuyuan - 015100
  - Xian de Dengkou - 015200
  - Bannière centrale d'Urad - 015300
  - Bannière arrière de Hanggin - 015400
  - Bannière arrière d'Urad - 015500
- Wuhai - 016000
  - Bannière d'Otog (sous la juridiction de la ville-préfecture d'Ordos) - 016100
  - Bannière avant d'Otog (sous la juridiction de la ville-préfecture d'Ordos) - 016200
- Ordos - 017000
  - Bannière d'Ejin Horo - 017200
  - Bannière d'Uxin - 017300
  - Bannière de Hanggin - 017400

#### Est (02)
- Hulunbuir - 021000
  - Bannière autonome Evenk - 021100
  - Bannière gauche du Nouveau Barag - 021200
  - Bannière droite du Nouveau Barag - 021300
  - Manzhouli - 021400
  - Bannière du Vieux Barag - 021500
  - Yakeshi - 022100
  - Ergun - 022200
  - Genhe - 022300
  - Bannière autonome d'Oroqin - 022400
- Chifeng - 024000
  - Xian de Ningcheng - 024200
  - Bannière d'Aohan - 024300
  - Bannière de Harqin - 024400
  - Bannière d'Ongniud - 024500
  - Bannière droite de Bairin - 025100
  - Xian de Linxi - 025200
  - Bannière de Hexigten - 025300
  - Bannière gauche de Bairin - 025400
  - Bannière d'Ar Horqin - 025500
- Ligue de Xilin Gol - 026000
  - Bannière d'Abag - 026100
  - Bannière occidentale d'Ujimqin - 026200
  - Bannière orientale d'Ujimqin - 026300
  - Bannière de Taibus - 027000
  - Bannière de Zhengxiangbai - 027100
  - Bannière de Zhenglan - 027200
  - Xian de Duolun - 027300
- Tongliao - 028000
  - Bannière arrière gauche de Horqin - 028100
  - Bannière de Hure - 028200
  - Bannière de Naiman - 028300
  - Xian de Kailu - 028400
  - Bannière de Jarud - 029100
  - Huolin Gol - 029200
  - Bannière centrale gauche de Horqin - 029300

### Shanxi– 03-04

#### Nord (03)
- Taiyuan - 030000
  - Xian de Yangqu - 030100
  - Gujiao - 030200
  - Xian de Loufan - 030300
  - Xian de Qingxu - 030400
  - Xian de Jiaocheng (sous la juridiction de la ville-préfecture de Lüliang) - 030500
  - District de Yuci (sous la juridiction de la ville-préfecture de Jinzhong) - 030600
  - Xian de Taigu (sous la juridiction de la ville-préfecture de Jinzhong) - 030800
  - Xian de Qi (sous la juridiction de la ville-préfecture de Jinzhong) - 030900
  - Xian de Pingyao (sous la juridiction de la ville-préfecture de Jinzhong) - 031100
  - Jiexiu (sous la juridiction de la ville-préfecture de Jinzhong) - 031200
  - Xian de Lingshi (sous la juridiction de la ville-préfecture de Jinzhong) - 031300
  - Huozhou (sous la juridiction de la ville-préfecture de Linfen) - 031400
  - Xian de Fenxi (sous la juridiction de la ville-préfecture de Linfen) - 031500
  - Xian de Hongdong (sous la juridiction de la ville-préfecture de Linfen) - 031600
  - Xian de Shouyang (sous la juridiction de la ville-préfecture de Jinzhong) - 031700
  - Xian de Yushe (sous la juridiction de la ville-préfecture de Jinzhong) - 031800
  - Xian de Wenshui (sous la juridiction de la ville-préfecture de Lüliang) - 032100
  - Fenyang (sous la juridiction de la ville-préfecture de Lüliang) - 032200
  - Xiaoyi (sous la juridiction de la ville-préfecture de Lüliang) - 032300
  - Xian de Jiaokou (sous la juridiction de la ville-préfecture de Lüliang) - 032400
  - Xian de Shilou (sous la juridiction de la ville-préfecture de Lüliang) - 032500
  - Xian de Zuoquan (sous la juridiction de la ville-préfecture de Jinzhong) - 032600
- Lüliang - 033000
  - Xian de Fangshan - 033100
  - Xian de Lin - 033200
  - Xian de Liulin - 033300
  - Xian de Zhongyang - 033400
- Xinzhou - 034000
  - Yuanping - 034100
  - Xian de Dai - 034200
  - Xian de Fanshi - 034300
  - Xian de Lingqiu - 034400
  - Xian de Jingle - 035100
  - Xian de Lan (sous la juridiction de la ville-préfecture de Lüliang) - 035200
  - Xian de Xing (sous la juridiction de la ville-préfecture de Lüliang) - 035300
  - Xian de Dingxiang - 035400
  - Xian de Wutai - 035500
- Shuozhou - 036000
  - Xian de Shenchi (sous la juridiction de la ville-préfecture de Xinzhou) - 036100
  - Xian de Wuzhai (sous la juridiction de la ville-préfecture de Xinzhou) - 036200
  - Xian de Kelan (sous la juridiction de la ville-préfecture de Xinzhou) - 036300
  - Xian de Pianguan (sous la juridiction de la ville-préfecture de Xinzhou) - 036400
  - Xian de Hequ (sous la juridiction de la ville-préfecture de Xinzhou) - 036500
  - Xian de Baode (sous la juridiction de la ville-préfecture de Xinzhou) - 036600
  - Xian de Ningwu (sous la juridiction de la ville-préfecture de Xinzhou) - 036700
  - District de Pinglu - 036800
- Datong - 037000
  - Xian de Zuoyun - 037100
  - Xian de Youyu (sous la juridiction de la ville-préfecture de Shuozhou) - 037200
  - Xian de Datong - 037300
  - Xian de Hunyuan - 037400
  - Xian de Guangling - 037500
  - Xian de Ying (sous la juridiction de la ville-préfecture de Shuozhou) - 037600
  - Xian de Yanggao - 038100
  - Xian de Tianzhen - 038200
  - Xian de Huairen - 038300
  - Xian de Shanyin - 038400

#### Sud (04)
- Linfen - 040000
  - Xian de Pu - 041200
  - Xian de Xi - 041300
  - Xian de Yonghe - 041400
  - Xian de Xiangfen - 041500
  - Xian de Xiangning - 042100
  - Xian de Ji - 042200
  - Xian de Daning - 042300
  - Xian de Gu - 042400
  - Xian d'Anze - 042500
  - Xian de Fushan - 042600
- Houma - 043000
  - Xian de Xinjiang (sous la juridiction de la ville-préfecture de Yuncheng) - 043100
  - Xian de Jishan (sous juridiction de la ville-préfecture de Yuncheng) - 043200
  - Hejin (sous la juridiction de la ville-préfecture de Yuncheng) - 043300
  - Xian de Quwo (sous la juridiction de la ville-préfecture de Yuncheng) - 043400
  - Xian de Yicheng (sous la juridiction de la ville-préfecture de Yuncheng) - 043500
  - Xian de Jiang (sous la juridiction de la ville-préfecture de Yuncheng) - 043600
  - Xian de Yuanqu (sous la juridiction de la ville-préfecture de Yuncheng) - 043700
  - Xian de Wenxi (sous la juridiction de la ville-préfecture de Yuncheng) - 043800
- Yuncheng - 044000
  - Xian de Linyi - 044100
  - Xian de Wanrong - 044200
  - Xian de Pinglu - 044300
  - Xian de Xia - 044400
  - Yongji - 044500
  - Xian de Ruicheng - 044600
- Yangquan - 045000
  - Xian de Yu - 045100
  - Xian de Pingding - 045200
  - Xian de Xiyang (sous la juridiction de la ville-préfecture de Jinzhong) - 045300
- Changzhi - 046000
  - Xian de Tunliu - 046100
  - Xian de Xiangyuan - 046200
  - Xian de Wuxiang - 046300
  - Xian de Qin - 046400
  - Xian de Qinyuan - 046500
  - Xian de Zhangzi - 046600
  - Lucheng - 047500
- Jincheng - 048000
  - Xian de Yangcheng - 048100
  - Xian de Qinshui - 048200
  - Gaoping - 048400

### Hebei– 05-07

#### Sud-Ouest (05)
- Shijiazhuang - 050000
  - District minier de Jingxing - 050100
  - District de Luquan - 050200
  - Xian de Jingxing - 050300
  - Xian de Pingshan - 050400
  - Xian de Lingshou - 050500
  - Xian de Xingtang - 050600
  - Xinle - 050700
  - Xian de Zhengding - 050800
  - Xian de Yuanshi - 051100
  - Xian de Zanhuang - 051200
  - Xian de Gaoyi - 051300
  - District de Luancheng - 051400
  - Xian de Zhao - 051500
  - Xian de Ningjin (sous la juridiction de la ville-préfecture de Xingtai) - 051600
  - Xian de Xinhe (sous la juridiction de la ville-préfecture de Xingtai) - 051700
  - Nangong (sous la juridiction de la ville-préfecture de Xingtai) - 051800
  - District de Gaocheng - 052100
  - Jinzhou - 052200
  - Xinji - 052300
  - Xian de Wuji - 052400
  - Xian de Shenze - 052500
  - Xian d'Anping (sous la juridiction de la ville-préfecture de Hengshui) - 052600
  - Xian de Raoyang (sous la juridiction de la ville-préfecture de Hengshui) - 052700
  - Shenzhou (sous la juridiction de la ville-préfecture de Hengshui) - 052800
- Hengshui (District de Taocheng) - 053000
  - Xian de Zaoqiang - 053100
  - Jizhou - 053200
  - Xian de Wuqiang - 053300
  - Xian de Wuyi - 053400
  - Xian de Jing - 053500
- Xingtai - 054000
  - Shahe - 054100
  - Xian de Neiqiu - 054200
  - Xian de Lincheng - 054300
  - Xian de Nanhe - 054400
  - Xian de Pingxiang - 054500
  - Xian de Guangzong - 054600
  - Xian de Wei (威县 Wēi Xiàn) - 054700
  - Xian de Qinghe - 054800
  - Xian de Ren - 055100
  - Xian de Julu - 055200
  - Xian de Longyao - 055300
  - Xian de Baixiang - 055400
- Handan - 056000
  - District minier de Fengfeng - 056200
  - Wu'an - 056300
  - Xian de She - 056400
  - Xian de Ci - 056500
  - Xian de Linzhang - 056600
  - Xian de Cheng'an - 056700
  - Xian de Wei (魏县 Wèi Xiàn) - 056800
  - Xian de Daming - 056900
  - Xian de Yongnian - 057100
  - Xian de Quzhou - 057200
  - Xian de Jize - 057300
  - Xian de Qiu - 057400
  - Xian de Feixiang - 057500
  - Xian de Guangping - 057600
  - Xian de Guantao - 057700
  - Xian de Linxi (sous la juridiction de la ville-préfecture de Xingtai) - 057800

#### Est (06)
- Cangzhou - 061000
  - Huanghua - 061100
  - Xian de Haixing - 061200
  - Xian de Yanshan - 061300
  - Xian autonome hui de Mengcun - 061400
  - Xian de Nanpi - 061500
  - Xian de Dongguang - 061600
  - Xian de Fucheng (sous la juridiction de la ville-préfecture de Hengshui) - 061700
  - Xian de Wuqiao - 061800
  - Botou - 062100
  - Xian de Xian - 062200
  - Xian de Suning - 062300
  - Hejian - 062400
  - Renqiu - 062500
- Tangshan - 063000
  - District de Guye - 063100
  - District de Caofeidian - 063200
  - District de Fengnan - 063300
  - Xian de Luannan - 063500
  - Xian de Leting - 063600
  - Xian de Luan - 063700
- District de Fengrun - 064000
  - Xian de Yutian - 064100
  - Zunhua - 064200
  - Xian de Qianxi et Qian'an - 064400
- Qinhuangdao - 066000
  - District de Beidaihe - 066100
  - District de Shanhaiguan - 066200
  - Xian de Funing - 066300
  - Xian de Lulong - 066400
  - Xian autonome mandchou de Qinglong - 066500
  - Xian de Changli - 066600
- Chengde - 067000
  - Shouwangfen - 067100
  - District minier de Yingshouyingzi - 067200
  - Xian de Xinglong - 067300
  - Xian de Chengde - 067400
  - Xian de Pingquan - 067500
  - Xian autonome mandchou de Kuancheng - 067600
  - Xian de Longhua - 068100
  - Xian de Luanping - 068200
  - Xian autonome mandchou de Fengning - 068300
  - Xian autonome mandchou et mongol de Weichang - 068400

### Ouest (07)
- Baoding - 071000
  - District de Qingyuan - 071100
  - Anguo - 071200
  - Xian de Boye - 071300
  - Xian de Li - 071400
  - Xian de Gaoyang - 071500
  - Xian d'Anxin - 071600
  - Xian de Rongcheng - 071700
  - Xian de Xiong - 071800
  - Xian de Mancheng - 072100
  - Xian de Shunping - 072200
  - Xian de Tang - 072300
  - Xian de Wangdu - 072400
  - Xian de Xushui - 072500
  - Xian de Dingxing - 072600
  - Zhuozhou - 072700
- Dingzhou - 073000
  - Xian de Quyang - 073100
  - Xian de Fuping - 073200
- Gaobeidian - 074000
  - Xian de Laishui - 074100
  - Xian de Yi - 074200
- Zhangjiakou - 075000
  - District de Xuanhua - 075100
  - Pangjiabao - 075200
  - District de Xiahuayuan - 075300
  - Xian de Huailai - 075400
  - Xian de Chicheng - 075500
  - Xian de Zhuolu - 075600
  - Xian de Yu - 075700
  - Xian de Yangyuan - 075800
  - Xian de Huai'an - 076100
  - Xian de Wanquan - 076200
  - Xian de Chongli - 076300
  - Xian de Zhangbei - 076400
  - Xian de Guyuan - 076500
  - Xian de Kangbao - 076600
  - Xian de Shangyi - 076700

## Chine du Nord-Est– 1

### Liaoning– 11-12

#### Est (11)
- Shenyang - 110000
  - Xian de Liaozhong - 110200
  - Xinmin - 110300
  - Xian de Faku - 110400
  - Xian de Kangping - 110500
- Liaoyang - 111000
  - Xian de Liaoyang - 111200
  - Dengta - 111300
- Tieling - 112000
  - Kaiyuan - 112300
  - Xian de Xifeng - 112400
  - Xian de Changtu - 112500
  - Xian de Tieling - 112600
  - Diaobingshan - 112700
- Fushun - 113000
  - Xian de Fushun - 113100
  - Xian autonome mandchou de Xinbin - 113200
  - Xian autonome mandchou de Qingyuan - 113300
- Anshan - 114000
  - Xian de Tai'an - 114100
  - Haicheng - 114200
  - Xian autonome mandchou de Xiuyan - 114300
- Yingkou - 115000
  - Dashiqiao - 115100
  - Gaizhou - 115200
- Dalian - 116000
  - District de Jinzhou - 116100
  - Pulandian - 116200
  - Wafangdian - 116300
  - Zhuanghe - 116400
  - Xian de Changhai - 116500
- Benxi - 117000
  - Xian autonome mandchou de Benxi - 117100
  - Xian autonome mandchou de Huanren - 117200
- Dandong - 118000
  - Fengcheng - 118100
  - Xian autonome mandchou de Kuandian - 118200
  - Donggang - 118300

#### Ouest (12)
- Jinzhou - 121000
  - Xian de Yi - 121100
  - Linghai - 121200
  - Beizhen - 121300
  - Xian de Heishan - 121400
- Chaoyang - 122000
  - Beipiao - 122100
  - Xian autonome mongol gauche de Harqin - 122300
  - Xian de Jianping - 122400
  - Lingyuan - 122500
  - Xian de Chaoyang - 122600
- Fuxin - 123000
  - Xian autonome mongol de Fuxin - 123100
  - Xian de Zhangwu - 123200
- Panjin - 124000
  - Xian de Panshan - 124100
  - Xian de Dawa - 124200
- Huludao - 125000
  - Xingcheng - 125100
  - Xian de Suizhong - 125200
  - Xian de Jianchang - 125300

### Jilin– 13
- Changchun - 130000
- Xian de Nong'an - 130200
- Dehui - 130300
- Yushu - 130400
- District de Jiutai - 130500
- District de Shuangyang - 130600
- Xian autonome mandchou de Yitong (sous la juridiction de la ville-préfecture de Siping) - 130700
- Xian autonome mongol de Qian Gorlos (sous la juridiction de la ville-préfecture de Songyuan) - 131100
- Xian de Fuyu (sous la juridiction de la ville-préfecture de Songyuan) - 131200
- Da'an (sous la juridiction de la ville-préfecture de Baicheng) - 131300
- Xian de Qian'an (sous la juridiction de la ville-préfecture de Songyuan) - 131400
- Xian de Changling (sous la juridiction de la ville-préfecture de Songyuan) - 131500
- Jilin - 132000
- Xian de Yongji - 132200
- Panshi - 132300
- Huadian - 132400
- Jiaohe - 132500
- Shulan - 132600
- Préfecture autonome coréenne de Yanbian (sous la juridiction de la ville-préfecture de Yanji) - 133000
- Tumen - 133100
- Xian de Wangqing - 133200
- Hunchun - 133300
- Longjing - 133400
- Helong - 133500
- Xian d'Antu - 133600
- Dunhua - 133700
- Tonghua - 134000
- Xian de Tonghua - 134100
- Ji'an - 134200
- District de Hunjiang (sous la juridiction de la ville-préfecture de Baishan) - 134300
- Xian autonome coréen de Changbai (sous la juridiction de la ville-préfecture de Baishan) - 134400
- Xian de Fusong (sous la juridiction de la ville-préfecture de Baishan) - 134500
- Linjiang (sous la juridiction de la ville-préfecture de Baishan) - 134600
- District de Jiangyuan (sous la juridiction de la ville-préfecture de Baishan) - 134700
- Meihekou - 135000
- Xian de Huinan - 135100
- Xian de Jingyu - 135200
- Siping - 136000
- Gongzhuling - 136100
- Liaoyuan - 136200
- Xian de Dongfeng (sous la juridiction de la ville-préfecture de Liaoyuan) - 136300
- Shuangliao - 136400
- Xian de Lishu - 136500
- Xian de Dongliao (sous la juridiction de la ville-préfecture de Liaoyuan) - 136600
- Baicheng - 137000
- Taonan - 137100
- Xian de Tongyu - 137200
- Xian de Zhenlai - 137300
- Oulan Hot, Bannière centrale droite de Horqin (dans la ligue de Xing'an en Mongolie-Intérieure) - 137400
- Xian de Tuquan, Bannière avant droite de Horqin (dans la ligue de Xing'an en Mongolie-Intérieure) - 137500
- Bannière de Jalaid (dans la ligue de Xing'an en Mongolie-Intérieure) - 137600
- Arxan (dans la ligue de Xing'an en Mongolie-Intérieure) - 137800
- Songyuan - 138000

### Heilongjiang– 15-16

#### Est (15)
- Harbin - 150000
  - Shuangcheng - 150100
  - Wuchang - 150200
  - District d'Acheng - 150300
  - Xian de Bin - 150400
  - District de Hulan - 150500
  - Shangzhi - 150600
  - Xian de Yanshou - 150700
  - Xian de Fangzheng - 150800
  - Xian de Tonghe - 150900
  - Zhaodong (sous la juridiction de la ville-préfecture de Suihua) - 151100
  - Xian de Zhaozhou (sous la juridiction de la ville-préfecture de Daqing) - 151200
  - Xian de Zhaoyuan (sous la juridiction de la ville-préfecture de Daqing) - 151300
  - Anda (sous la juridiction de la ville-préfecture de Suihua) - 151400
  - Xian de Lanxi (sous la juridiction de la ville-préfecture de Suihua) - 151500
  - Xian de Qinggang (sous la juridiction de la ville-préfecture de Suihua) - 151600
  - Xian de Bayan - 151800
  - Xian de Mulan - 151900
- Suihua - 152000
  - Xian de Wangkui - 152100
  - Xian de Suileng - 152200
  - Hailun - 152300
  - Xian de Qing'an - 152400
  - Tieli (sous la juridiction de la ville-préfecture de Yichun) - 152500
- Yichun - 153000
  - District de Nancha - 153100
  - Xian de Jiayin - 153200
- Jiamusi - 154000
  - Hegang - 154100
  - Xian de Luobei (sous la juridiction de la ville-préfecture de Hegang) - 154200
  - Xian de Huachuan - 154300
  - Xian de Huanan - 154400
  - Xian de Boli (sous la juridiction de la ville-préfecture de Qitaihe) - 154500
  - Qitaihe - 154600
  - Xian de Tangyuan - 154700
  - Xian de Yilan (sous la juridiction de la ville-préfecture de Harbin) - 154800
- Shuangyashan - 155000
  - District de Jianshan - 155100
  - Xian de Baoqing - 155600
  - Xian de Raohe - 155700
  - Xian de Youyi - 155800
  - Xian de Jixian - 155900
  - Fujin (sous la juridiction de la ville-préfecture de Jiamusi) - 156100
  - Xian de Suibin (sous la juridiction de la ville-préfecture de Hegang) - 156200
  - Jiansanjiang - 156300
  - Tongjiang (sous la juridiction de la ville-préfecture de Jiamusi) - 156400
  - Xian de Fuyuan (sous la juridiction de la ville-préfecture de Jiamusi) - 156500
- Mudanjiang - 157000
  - Hailin - 157100
  - Dongning - 157200
  - Suifenhe - 157300
  - Ning'an - 157400
  - Muling - 157500
  - Xian de Linkou - 157600

#### Ouest (16)
- Qiqihar - 161000
  - Xian de Longjiang - 161100
  - Xian de Fuyu - 161200
  - Nehe - 161300
  - Xian de Nenjiang (sous la juridiction de la ville-préfecture de Heihe) - 161400
  - Xian de Yi'an - 161500
  - Xian de Keshan - 161600
  - Xian de Baiquan - 161700
  - Xian de Kedong - 161800
  - Xian de Gannan - 162100
  - Xian autonome mongol de Dorbod - 162200
  - Xian de Lindian (sous la juridiction de la ville-préfecture de Daqing) - 162300
  - Xian de Tailai - 162400
  - Zhalantun (sous la juridiction de la ville-préfecture de Hulunbuir en Mongolie-Intérieure) - 162650
  - Bannière d'Arun (sous la juridiction de la ville-préfecture de Hulunbuir en Mongolie-Intérieure) - 162750
  - Bannière autonome daur de Morin Dawa (sous la juridiction de la ville-préfecture de Hulunbuir en Mongolie-Intérieure) - 162850
- Daqing - 163000
- Bei'an (sous la juridiction de la ville-préfecture de Heihe) - 164000
  - Wudalianchi (sous la juridiction de la ville-préfecture de Heihe) - 164100
  - Xian de Sunwu (sous la juridiction de la ville-préfecture de Heihe) - 164200
  - District d'Aihui (sous la juridiction de la ville-préfecture de Heihe) - 164300
  - Xian de Xunke (sous la juridiction de la ville-préfecture de Heihe) - 164400
- Préfecture de Daxing'anling - 165000
  - Xian de Huma - 165100
  - Xian de Tahe - 165200
  - Xian de Mohe - 165300

## Chine de l'Est– 2

### Jiangsu– 21-22

#### Sud (21)
- Nanjing - 210000
  - District de Jiangning - 211100
  - Xian de Lishui - 211200
  - Xian de Gaochun - 211300
  - Yizheng (sous la juridiction de la ville-préfecture de Yangzhou, dans la nord de la province) - 211400
  - District de Luhe - 211500
  - Xian de Jinhu (sous la juridiction de la ville-préfecture de Huai'an, dans le nord de la province) - 211600
  - Xian de Xuyi (sous la juridiction de la ville-préfecture de Huai'an, dans le nord de la province) - 211700
  - Xian de Jiangpu (a été incorporé dans le district de Pukou) - 211800
- Zhenjiang - 212000
  - District de Dantu - 212100
  - Yangzhong - 212200
  - Danyang - 212300
  - Jurong - 212400
- Changzhou - 213000
  - District de Wujin - 213100
  - Jintan - 213200
  - Liyang - 213300
- Wuxi - 214000
  - District de Xishan et district de Huishan (anciennement district de Wuxi) - 214100
  - Yixing - 214200
  - Jianyin - 214400
  - Jingjiang (sous la juridiction de la ville-préfecture de Taizhou, dans le nord de la province) - 214500
- Suzhou - 215000
  - District de Wuzhong, district de Xiangcheng, parties du nouveau district de Suzhou et parc industriel de Suzhou (anciennement Xian de Wu) - 215100
  - District de Wujiang - 215200
  - Kunshan - 215300
  - Taicang - 215400
  - Changshu - 215500
  - Zhangjiagang - 215600

#### Nord (22)
- Xuzhou - 221000
  - Xian de Tongshan - 211100
  - Xian de Suining - 211200
  - Pizhou - 211300
  - Xinyi - 211400
  - Xian de Pei - 211600
  - Xian de Feng - 211700
- Lianyungang - 222000
  - District de Ganyu - 222100
  - Xian de Guanyun - 222200
  - Xian de Donghai - 222300
- Huai'an - 223000
  - Xian de Hongze - 223100
  - District de Huai'an - 223200
  - District de Huaiyin - 223300
  - Xian de Lianshui - 223400
  - Xian de Guannan (sous la juridiction de la ville-préfecture de Lianyungang) - 223500
  - Xian de Shuyang (sous la juridiction de la ville-préfecture de Suqian) - 223600
  - Xian de Siyang (sous la juridiction de la ville-préfecture de Suqian) - 223700
  - Suqian - 223800
  - Xian de Sihong (sous la juridiction de la ville-préfecture de Suqian) - 223900 (anciennement 211900)
- Yancheng - 224000
  - Dafeng - 224100
  - Dongtai - 224200
  - Xian de Sheyang - 224300
  - Xian de Funing - 224400
  - Xian de Binhai - 224500
  - Xian de Xiangshui - 224600
  - Xian de Jianhu - 224700
- Yangzhou - 225000
  - District de Hanjiang - 225100
  - Jiangdu - 225200
  - Taizhou - 225300
  - Taixing (sous la juridiction de la ville-préfecture de Taizhou) - 225400
  - Jiangyan (sous la juridiction de la ville-préfecture de Taizhou) - 225500
  - Gaoyou - 225600
  - Xinghua (sous la juridiction de la ville-préfecture de Taizhou) - 225700
  - Xian de Baoying - 225800
- Nantong - 226000
  - Haimen - 226100
  - Qidong - 226200
  - Tongzhou - 226300
  - Xian de Rudong - 226400
  - Rugao - 226500
  - Xian de Hai'an - 226600

### Anhui– 23-24

#### Nord (23)
- Hefei - 230000
  - Xian de Changfeng - 231100
  - Xian de Feixi - 231200
  - Xian de Shucheng (sous la juridiction de la ville-préfecture de Lu'an) - 231300
  - Tongcheng (sous la juridiction de la ville-préfecture de Wuhu) - 231400
  - Xian de Lujiang - 231500
  - Xian de Feidong - 231600
- Huainan - 232000
  - Xian de Fengtai - 232100
  - Xian de Shou - 232200
- Bengbu - 233000
  - Xian de Fengyang (sous la juridiction de la ville-préfecture de Chuzhou) - 233100
  - Xian de Dingyuan (sous la juridiction de la ville-préfecture de Chuzhou) - 233200
  - Xian de Wuhe - 233300
  - Xian de Huaiyuan - 233400
  - Xian de Mengcheng (sous la juridiction de la ville-préfecture de Bozhou) - 233500
  - Xian de Woyang (sous la juridiction de la ville-préfecture de Bozhou) - 233600
  - Xian de Guzhen - 233700
- Suzhou - 234000
  - Xian de Lingbi - 234200
  - Xian de Si - 234300
- Huaibei - 235000
  - Xian de Suixi - 235100
  - Xian de Xiao (sous la juridiction de la ville-préfecture de Suzhou) - 235200
  - Xian de Dangshan (sous la juridiction de la ville-préfecture de Suzhou) - 235300
- Fuyang - 236000
  - Xian de Yingshang - 236200
  - Xian de Funan - 236300
  - Xian de Linquan - 236400
  - Jieshou - 236500
  - Xian de Taihe - 236600
  - Xian de Lixin (sous la juridiction de la ville-préfecture de Bozhou) - 236700
  - District de Qiaocheng (sous la juridiction de la ville-préfecture de Bozhou) - 236800
- Lu'an - 237000
  - Xian de Huoshan - 237200
  - Xian de Jinzhai - 237300
  - Xian de Huoqiu - 237400
- Chaohu (sous la juridiction de la ville-préfecture de Hefei) - 238000
  - Xian de Hanshan (sous la juridiction de la ville-préfecture de Ma'anshan, dans le sud de la province) - 238100
  - Xian de He (sous la juridiction de la ville-préfecture de Ma'anshan, dans le sud de la province) - 238200
- Chuzhou - 239000
  - Xian de Lai'an - 239200
  - Tianchang - 239300
  - Mingguang - 239400
  - Xian de Quanjiao - 239500

#### Sud (24)
- Wuhu - 241000
  - Xian de Wuhu - 241100
  - Xian de Fanchang - 241200
- Xuancheng - 242000
  - Xian de Langxi - 242100
  - Xian de Guangde - 242200
  - Ningguo - 242300
  - Xian de Nanling (sous la juridiction de la ville-préfecture de Wuhu) - 242400
  - Xian de Jing - 242500
  - Xian de Jingde - 242600
  - District de Huangshan (sous la juridiction de la ville-préfecture de Huangshan) - 242700
  - Xian de Qingyang (sous la juridiction de la ville-préfecture de Chizhou) - 242800
- Ma'anshan - 243000
  - Xian de Dangtu - 243100
- Tongling - 244000
  - District de Yi'an - 244100
- Huangshan - 245000
  - Xian de Shitai (sous la juridiction de la ville-préfecture de Chizhou) - 245100
  - Xian de She - 245200
  - Xian de Jixi (sous la juridiction de la ville-préfecture de Xuancheng) - 245300
  - Xian de Xiuning - 245400
  - Xian de Yi - 245500
  - Xian de Qimen - 245600
- Anqing - 246000
  - Xian de Huaining - 246100
  - Xian de Wangjiang - 246200
  - Xian de Qianshan - 246300
  - Xian de Taihu - 246400
  - Xian de Susong - 246500
  - Xian de Yuexi - 246600
  - Xian de Zongyang (sous la juridiction de la ville-préfecture de Tongling) - 246700
  - Chizhou - 247100
  - Xian de Dongzhi - 247200

### Shandong– 25-27

#### Nord-Ouest (25)
- Jinan - 250000
  - District de Licheng - 250100
  - Zhangqiu - 250200
  - District de Changqing - 250300
  - Xian de Pingyin - 250400
  - Xian de Qihe (sous la juridiction de la ville-préfecture de Dezhou) - 251100
  - Yucheng (sous la juridiction de la ville-préfecture de Dezhou) - 251200
  - Xian de Jiyang - 251400
  - Xian de Linyi (sous la juridiction de la ville-préfecture de Dezhou) - 251500
  - Xian de Shanghe - 251600
  - Xian de Huimin (sous la juridiction de la ville-préfecture de Binzhou) - 251700
  - Xian de Yangxin (sous la juridiction de la ville-préfecture de Binzhou) - 251800
  - Xian de Wudi (sous la juridiction de la ville-préfecture de Binzhou) - 251900
- Liaocheng - 252000
  - Xian de Chiping - 252100
  - Xian de Dong'e - 252200
  - Xian de Yanggu - 252300
  - Xian de Shen - 252400
  - Xian de Guan - 252500
  - Linqing - 252600
  - Xian de Gaotang - 252700
- Dezhou - 253000
  - Xian de Pingyuan - 253100
  - Xian de Xiajin - 253200
  - Xian de Wucheng - 253300
  - Xian de Ningjin - 253400
  - Xian de Ling - 253500
  - Leling - 253600
  - Xian de Qingyun - 253700
  - Xian de Gucheng (sous la juridiction de la ville-préfecture de Hengshui, dans la province du Hebei) - 253800
- Zibo - 254000
  - District de Zichuan - 255100
  - District de Boshan - 255200
  - District de Zhoucun - 255300
  - District de Linzi - 255400
  - Xian de Yiyuan - 256100
  - Xian de Zouping (sous la juridiction de la ville-préfecture de Binzhou) - 256200
  - Xian de Gaoqing - 256300
  - Xian de Huantai - 256400
  - Xian de Boxing (sous la juridiction de la ville-préfecture de Binzhou) - 256500
  - Binzhou - 256600
  - Xian de Zhanhua - 256700
- Dongying - 257000
  - District de Dongying - 257100
  - District de Hekou - 257200
  - Xian de Guangrao - 257300
  - Xian de Lijin - 257400
  - Xian de Kenli - 257500

#### Est (26)
- Weifang - 261000
  - District de Hanting - 261100
  - District de Fangzi - 261200
  - Changyi - 261300
  - Laizhou (sous la juridiction de la ville-préfecture de Yantai) - 261400
  - Gaomi - 261500
  - Anqiu - 262100
  - Zhucheng - 262200
  - Xian de Wulian (sous la juridiction de la ville-préfecture de Rizhao, dans le sud-ouest de la province) - 262300
  - Xian de Changle - 262400
  - Qingzhou - 262500
  - Xian de Linqu - 262600
  - Shouguang - 262700
- Yantai - 264000
  - District de Muping - 264100
  - Weihai - 264200
  - Rongcheng (sous la juridiction de la ville-préfecture de Weihai) - 264300
  - Wendeng (sous la juridiction de la ville-préfecture de Weihai) - 264400
  - Rushan (sous la juridiction de la ville-préfecture de Weihai) - 264500
  - Haiyang - 265100
  - Laiyang - 265200
  - Qixia - 265300
  - Zhaoyuan - 265400
  - District de Fushan - 265500
  - Penglai - 265600
  - Longkou - 265700
  - Xian de Changdao - 265800
- Qingdao - 266000
  - District de Laoshan - 266100
  - Jimo - 266200
  - Jiaozhou - 266300
  - District de Huangdao (ouest, anciennement Jiaonan) - 266400
  - District de Huangdao (est) - 266500
  - Laixi - 266600
  - Pingdu - 266700

#### Sud-Ouest (27)
- Tai'an - 271000
  - Laiwu - 271100
  - Xintai - 271200
  - Xian de Ningyang - 271400
  - Xian de Dongping - 271500
  - Feicheng - 271600
- Jining - 272000
  - Yanzhou - 272100
  - Xian de Jinxiang - 272200
  - Xian de Yutai - 272300
  - Xian de Jiaxiang - 272400
  - Xian de Wenshang - 272500
  - Xian de Liangshan - 272600
  - Qufu - 273100
  - Xian de Sishui - 273200
  - Xian de Pingyi (sous la juridiction de la ville-préfecture de Linyi) - 273300
  - Xian de Fei (sous la juridiction de la ville-préfecture de Linyi) - 273400
  - Zoucheng - 273500
- Heze - 274000
  - Xian de Dingtao - 274100
  - Xian de Chengwu - 274200
  - Xian de Shan - 274300
  - Xian de Cao - 274400
  - Xian de Dongming - 274500
  - Xian de Juancheng - 274600
  - Xian de Yuncheng - 274700
  - Xian de Juye - 274800
- Linyi - 276000
  - Xian de Tancheng - 276100
  - Xian de Mengyin - 276200
  - Xian de Yinan - 276300
  - Xian de Yishui - 276400
  - Xian de Ju (sous la juridiction de la ville-préfecture de Rizhao) - 276500
  - Xian de Junan - 276600
  - Xian de Linshu - 276700
  - Rizhao - 276800
- Zaozhuang - 277000
  - District de Shanting - 277200
  - District de Yicheng - 277300
  - District de Tai'erzhuang - 277400
  - Tengzhou - 277500
  - Xian de Weishan (sous la juridiction de la ville-préfecture de Jining) - 277600
  - Xian de Lanling (sous la juridiction de la ville-préfecture de Linyi) - 277700

## Chine de l'Est– 3

### Zhejiang– 31-32

#### Nord (31)
- Hangzhou - 310000
  - District de Yuhang - 311100
  - District de Xiaoshan - 311200
  - Lin'an - 311300
  - Fuyang - 311400
  - Xian de Tonglu - 311500
  - Jiande - 311600
  - Xian de Chun'an - 311700
  - Zhuji (sous la juridiction de la ville-préfecture de Shaoxing) - 311800
- Shaoxing - 312000
  - Shangyu - 312300
  - Shengzhou - 312400
  - Xian de Xinchang - 312500
- Huzhou - 313000
  - Xian de Changxing - 313100
  - Xian de Deqing - 313200
  - Xian d'Anji - 313300
- Jiaxing - 314000
  - Xian de Jiashan - 314100
  - Pinghu - 314200
  - Xian de Haiyan - 314300
  - Haining - 314400
  - Tongxiang - 314500
- Ningbo - 315000
  - District de Yinzhou - 315100
  - District de Zhenhai - 315200
  - Cixi - 315300
  - Yuyao - 315400
  - Fenghua - 315500
  - Xian de Ninghai - 315600
  - Xian de Xiangshan - 315700
  - District de Beilun - 315800
- Zhoushan - 316000
  - District de Putao - 316100
  - Xian de Daishan - 316200
- Linhai (sous la juridiction de la ville-préfecture de Taizhou) - 317000
  - Xian de Sanmen (sous la juridiction de la ville-préfecture de Taizhou) - 317100
  - Xian de Tiantai (sous la juridiction de la ville-préfecture de Taizhou) - 317200
  - Xian de Xianju (sous la juridiction de la ville-préfecture de Taizhou) - 317300
  - Wenling (sous la juridiction de la ville-préfecture de Taizhou) - 317500
  - Xian de Yuhuan (sous la juridiction de la ville-préfecture de Taizhou) - 317600
- Taizhou - 318000

#### Sud (32)
- Jinhua - 321000
  - Lanxi - 321100
  - Xian de Wuyi - 321200
  - Yongkang - 321300
  - Xian de Jinyun (sous la juridiction de la ville-préfecture de Lishui) - 321400
- Yiwu - 322000
  - Dongyang - 322100
  - Xian de Pujiang - 322200
  - Xian de Pan'an - 322300
- Lishui - 323000
  - Xian de Suichang - 323300
  - Xian de Songyang - 323400
  - Xian autonome she de Jingning - 323500
  - Longquan - 323600
  - Xian de Yunhe - 323700
  - Xian de Qingyuan - 323800
  - Xian de Qingtian - 323900
- Quzhou - 324000
  - Jiangshan - 324100
  - Xian de Changshan - 324200
  - Xian de Kaihua - 324300
  - Xian de Longyou - 324400
- Wenzhou - 325000
  - Xian de Yongjia - 325100
  - Rui'an - 325200
  - Xian de Wencheng - 325300
  - Xian de Pingyang - 325400
  - Xian de Taishun - 325500
  - Yueqing - 325600
  - Xian de Dongtou - 325700
  - Xian de Cangnan - 325800

### Jiangxi– 33-34

#### Nord (33)
- Nanchang - 330000
  - Xian de Xinjian - 330100
  - Xian de Nanchang - 330200
  - Xian de Yongxiu (sous la juridiction de la ville-préfecture de Jiujiang) - 330300
  - Xian de De'an (sous la juridiction de la ville-préfecture de Jiujiang) - 330400
  - Xian d'Anyi - 330500
  - Xian de Jing'an (sous la juridiction de la ville-préfecture de Yichun) - 330600
  - Xian de Fengxin (sous la juridiction de la ville-préfecture de Yichun) - 330700
  - Gao'an (sous la juridiction de la ville-préfecture de Yichun) - 330800
  - Fengcheng (sous la juridiction de la ville-préfecture de Yichun) - 331100
  - Zhangshu (sous la juridiction de la ville-préfecture de Yichun) - 331200
  - Xian de Xingan (sous la juridiction de la ville-préfecture de Ji'an, dans le sud de la province) - 331300
  - Xian de Xiajiang (sous la juridiction de la ville-préfecture de Ji'an, dans le sud de la province) - 331400
  - Xian de Yongfeng (sous la juridiction de la ville-préfecture de Ji'an, dans le sud de la province) - 331500
  - Xian de Jishui (sous la juridiction de la ville-préfecture de Ji'an, dans le sud de la province) - 331600
  - Xian de Jinxian - 331700
  - Xian de Dongxiang (sous la juridiction de la ville-préfecture de Fuzhou, dans le sud de la province) - 331800
- Jiujiang - 332000
  - Xian de Jiujiang - 332100
  - Ruichang - 332200
  - Xian de Wuning - 332300
  - Xian de Xiushui - 332400
  - Xian de Hukou - 332500
  - Xian de Duchang - 332600
  - Xian de Pengze - 332700
  - District de Lushan - 332800
  - District de Lianxi - 332900
- Jingdezhen - 333000
  - Xian de Poyang (sous la juridiction de la ville-préfecture de Shangrao) - 333100
  - Xian de Wuyuan (sous la juridiction de la ville-préfecture de Shangrao) - 333200
  - Leping - 333300
- Shangrao - 334000
  - Xian de Shangrao - 334100
  - Dexing - 334200
  - Xian de Hengfeng - 334300
  - Xian de Yiyang - 334400
  - Xian de Yanshan - 334500
  - Xian de Guangfeng - 334600
  - Xian de Yushan - 334700
- Yingtan - 335000
  - Xian de Yugan (sous la juridiction de la ville-préfecture de Shangrao) - 335100
  - Xian de Yujiang - 335200
  - Xian de Zixi (sous la juridiction de la ville-préfecture de Fuzhou) - 335300
  - Guixi - 335400
  - Xian de Wannian (sous la juridiction de la ville-préfecture de Shangrao) - 335500
- Yichun - 336000
  - Xian de Wanzai - 336100
  - Xian de Tonggu - 336200
  - Xian de Yifeng - 336300
  - Xian de Shanggao - 336400
  - Xinyu - 336500
  - Xian de Fenyi (sous la juridiction de la ville-préfecture de Xinyu) - 336600
- Pingxiang - 337000
  - Xian de Lianhua - 337100
  - Xian de Luxi - 337200

#### Sud (34)
- Ganzhou - 341000
  - District de Ganxian - 341100
  - Xian de Shangyou - 341200
  - Xian de Chongyi - 341300
  - Nankang - 341400
  - Xian de Dayu - 341500
  - Xian de Xinfeng - 341600
  - Xian de Longnan - 341700
  - Xian de Quannan - 341800
  - Xian de Dingnan - 341900
  - Xian d'Anyuan - 342100
  - Xian de Xunwu - 342200
  - Xian de Yudu - 342300
  - Xian de Xingguo - 342400
  - Ruijin - 342500
  - Xian de Huichang - 342600
  - Xian de Shicheng - 342700
  - Xian de Ningdu - 324800
- Ji'an - 343000
  - Xian de Ji'an - 343100
  - Xian d'Anfu - 343200
  - Xian de Yongxin - 343400
  - Jinggangshan - 343600
  - Xian de Taihe - 343700
  - Xian de Wan'an - 343800
  - Xian de Suichuan - 343900
- Fuzhou - 344000
  - Parties du district de Linchuan - 344100
  - Xian de Chongren - 344200
  - Xian de Le'an - 344300
  - Xian de Yihuang - 344400
  - Xian de Nanfeng - 344500
  - Xian de Lichuan - 344600
  - Xian de Nancheng - 344700
  - Xian de Jinxi - 344800
  - Xian de Guangchang - 344900

### Fujian– 35-36

#### Nord (35)
- Fuzhou - 350000
  - Xian de Minhou - 350100
  - Changle - 350200
  - Fuqing - 350300
  - Xian de Pingtan - 350400
  - Xian de Lianjiang (sauf îles Matsu) - 350500
  - Xian de Luoyuan - 350600
  - Xian de Yongtai - 350700
  - Xian de Minqing - 350800
  - Putian - 351100
  - Xian de Xianyou - 351200
  - Ningde - 352100
  - Xian de Gutian - 352200
  - Xian de Pingnan - 352300
- Nanping - 353000
  - Jian'ou - 353100
  - Xian de Shunchang - 353200
  - Xian de Jiangle (sous la juridiction de la ville-préfecture de Sanming, dans le sud de la province) - 353300
  - Xian de Pucheng - 353400
  - Xian de Songxi - 353500
  - Xian de Zhenghe - 353600
- Shaowu - 354000
  - Xian de Guangze - 354100
  - Jianyang - 354200
  - Wuyishan - 354300
  - Xian de Taining (sous la juridiction de la ville-préfecture de Sanming, dans le sud de la province) - 354400
  - Xian de Jianning (sous la juridiction de la ville-préfecture de Sanming, dans le sud de la province) - 354500
- Fu'an (sous la juridiction de la ville-préfecture de Ningde) - 355000
  - Xian de Xiapu - 355100
  - Fuding - 355200
  - Xian de Zherong - 355300
  - Xian de Zhouning - 355400
  - Xian de Shouning - 355500

#### Sud (36)
- Xiamen - 361000
  - District de Tong'an - 361100
- Quanzhou - 362000
  - Xian de Hui'an - 362100
  - Jinjiang - 362200
  - Nan'an - 362300
  - Xian d'Anxi - 362400
  - Xian de Dehua - 362500
  - Xian de Yongchun - 362600
- Zhangzhou - 363000
  - Longhai - 363100
  - Xian de Zhangpu - 363200
  - Xian de Yunxiao - 363300
  - Xian de Dongshan - 363400
  - Xian de Zhao'an - 363500
  - Xian de Nanjing - 363600
  - Xian de Pinghe - 363700
  - Xian de Hua'an - 363800
  - Xian de Changtai - 363900
- Longyan - 364000
  - District de Yongding - 364100
  - Xian de Shanghang - 364200
  - Xian de Wuping - 364300
  - Zhangping - 364400
- Sanming - 365000
  - Xian de Youxi - 365100
  - Xian de Mingxi - 365200
  - Xian de Qingliu - 365300
  - Xian de Ninghua - 365400
  - Xian de Sha - 365500
- Yong'an - 366000
  - Xian de Datian - 366100
  - Xian de Liancheng - 366200
  - Xian de Changting - 366300

## Chine centrale– 4

### Hunan– 41-42

#### Nord (41)
- Changsha - 410000
  - Xian de Changsha - 410100
  - Xian de Wangcheng - 410200
  - Liuyang - 410300
  - Xian de Pingjiang (sous la juridiction de la ville-préfecture de Yueyang) - 410400
  - Xian de Xiangyin (sous la juridiction de la ville-préfecture de Yueyang) - 410500
  - Xian de Ningxiang - 410600
- Xiangtan - 411000
  - Xian de Xiangtan - 411200
  - Shaoshan - 411300
  - Xiangxiang - 411400
- Zhuzhou - 412000
  - Xian de Zhuzhou - 412100
  - Liling - 412200
  - Xian de You - 412300
  - Xian de Chaling - 412400
  - Xian de Yanling - 412500
- Yiyang - 413000
  - Yuanjiang - 413100
  - Xian de Nan - 413200
  - Xian de Taojiang - 413300
  - Xian d'Anhua - 413400
- Yueyang - 414000
  - Xian de Yueyang - 414100
  - Xian de Huarong - 414200
  - Linxiang - 414300
  - Miluo - 414400
- Changde - 415000
  - District de Dingcheng - 415100
  - Xian de Linli - 415200
  - Xian de Shimen - 415300
  - Jinshi - 415400
  - Xian de Li - 415500
  - Xian d'Anxiang - 415600
  - Xian de Taoyuan - 415700
  - Xian de Hanshou - 415900
- Préfecture autonome tujia et miao de Xiangxi (Jishou) - 416000
  - Xian de Luxi - 416100
  - Xian de Fenghuang - 416200
  - Xian de Guzhang - 416300
  - Xian de Huayuan - 416400
  - Xian de Baojing - 416500
  - Xian de Yongshun - 416700
  - Xian de Longshan - 416800
- Loudi - 417000
  - Lianyuan - 417100
  - Lengshuijiang - 417500
  - Xian de Xinhua - 417600
  - Xian de Shuangfeng - 417700 (anciennement 411500)
- Huaihua - 418000
  - Hongjiang - 418200
  - Xian de Huitong - 418300
  - Xian autonome miao et dong de Jingzhou - 418400
  - Xian autonome dong de Tongdao - 418500
  - Xian autonome dong de Zhijiang - 419100
  - Xian autonome dong de Xinhuang - 419200
  - Xian de Xupu - 419300
  - Xian autonome miao de Mayang - 419400
  - Xian de Chenxi - 419500
  - Xian de Yuanling - 419600

#### En majorité dans le sud (42)
- Hengyang - 421000
  - Xian de Hengnan - 421100
  - Xian de Hengyang - 421200
  - Xian de Hengshan - 421300
  - Xian de Hengdong - 421400
  - Changning - 421500
  - Xian de Qidong - 421600
  - Leiyang - 421800
  - District de Nanyue - 421900
- Shaoyang - 422000
  - Xian de Shaoyang - 422100
  - Xian de Longhui - 422200
  - Xian de Dongkou - 422300
  - Wugang - 422400
  - Xian autonome miao de Chengbu - 422500
  - Xian de Suining - 422600
  - Xian de Xinning - 422700
  - Xian de Shaodong - 422800
- Chenzhou - 423000
  - Xian de Yongxing - 423100
  - Zixing - 423400
  - Xian de Guidong - 423500
  - Xian d'Anren - 423600
  - Xian de Rucheng - 424100
  - Xian de Yizhang - 424200
  - Xian de Linwu - 424300
  - Xian de Guiyang - 424400
  - Xian de Jiahe - 424500
- Yongzhou - 425000
  - District de Lengshuitan - 425100
  - Xian de Shuangpai - 425200
  - Xian de JIangyong - 425400
  - Xian autonome yao de JIanghua - 425500
  - Xian de Ningyuan - 425600
  - Xian de Xintian - 425700
  - Xian de Lanshan - 425800
  - Xian de Dong'an - 425900
- Zhangjiajie - 426000 (anciennement 416600)
  - Xian de Sangzhi - 427100 (anciennement 416900)
  - Xian de Cili - 427200 (anciennement 415800)

### Hubei– 43-44

#### En majorité dans l'est (43)
- Wuhan - 430000
  - District de Caidian - 430100
  - District de Jiangxia - 430200
  - District de Xinzhou - 431300
  - Tianmen - 431700
  - Xian de Jingshan (sous la juridiction de la ville-préfecture de Jingmen) - 431800
  - Xian de Zhongxiang (sous la juridiction de la ville-préfecture de Jingmen) - 431900
- Xiaogan - 432000
  - District de Xiaonan - 432100
  - District de Huangpi (sous la juridiction de la ville-préfecture de Wuhan) - 432200
  - Hanchuan - 432300
  - Yingcheng - 432400
  - Xian de Yunmeng - 432500
  - Anlu - 432600
  - Guangshui (sous la juridiction de la ville-préfecture de Suizhou) - 432700
  - Xian de Dawu - 432800
- Xiantao - 433000
  - Qianjiang - 433100
  - Honghu (sous la juridiction de la ville-préfecture de Jingzhou) - 433200
  - Xian de Jianli (sous la juridiction de la ville-préfecture de Jingzhou) - 433300
- Jingzhou - 434000
  - Xian de Jiangling - 434100
  - Songzi - 434200
  - Xian de Gong'an - 434300
  - Shishou - 434400
- Huangshi - 435000
  - Daye - 435100
  - Xian de Yangxin - 435200
  - Xian de Qichun (sous la juridiction de la ville-préfecture de Huangguang) - 435300
  - Wuxue - 435400
  - Xian de Huangmei - 435500
- Ezhou - 436000
- Xianning - 437000
  - Xian de Jiayu - 437200
  - Chibi - 437300
  - Xian de Tongcheng - 437400
  - Xian de Chongyang - 437500
  - Xian de Tongshan - 437600
- Huangguang - 438000
  - Xian de Xishui - 438200
  - Macheng - 438300
  - Xian de Hong'an - 438400
  - Xian de Luotian - 438600
  - Xian de Yingshan - 438700

#### En majorité dans l'ouest (44)
- Xiangyang - 441000
  - District de Xiangzhou - 441100
  - Zaoyang - 441200
  - Suizhou - 441300
  - Yicheng - 441400
  - Xian de Nanzhang - 441500
  - Xian de Baokang - 441600
  - Xian de Gucheng - 441700
  - Laohekou - 441800
- Shiyan - 442000
  - Xian de Fang - 442100
  - Xian de Zhushan - 442200
  - Xian de Zhuxi - 442300
  - District forestier de Shennongjia - 442400
  - District de Yunyang - 442500
  - Xian de Yunxi - 442600
  - Danjiangkou - 442700
- Yichang - 443000
  - District de Yiling - 443100
  - Zhijiang - 443200
  - Xian autonome tujia de Wufeng - 443400
  - Xian autonome tujia de Changyang - 443500
  - Xian de Zigui - 443600
  - Xian de Xingshan - 443700
  - Dangyang - 444100
  - Xian de Yuan'an - 444200
  - Xian de Badong (sous la juridiction de la préfecture autonome tujia et miao d'Enshi) - 444300
- Préfecture autonome tujia et miao d'Enshi (Enshi) - 445000
  - Xian de Jianshi - 445300
  - Lichuan - 445400
  - Xian de Xuan'en - 445500
  - Xian de Xianfeng - 445600
  - Xian de Laifeng - 445700
  - Xian de Hefeng - 445800
- Jingmen - 448000
  - Xian de Shayang - 448200

### Henan– 45-47

#### Nord-Est (45)
- Zhengzhou - 450000
  - Xingyang - 450100
  - Xinzheng - 451100
  - Gongyi - 451200
  - Xian de Zhongmu - 451300
  - Xian de Weishi (sous la juridiction de la ville-préfecture de Kaifeng, dans l'ouest de la province) - 452100
  - Xian de Tongxu (sous la juridiction de la ville-préfecture de Kaifeng, dans l'ouest de la province) - 452200
  - Xinmi - 452300
  - Dengfeng - 452400
  - Xian de Xiangcheng (sous la juridiction de la ville-préfecture de Xucheng, dans le sud-ouest de la province) - 452600
- Xinxiang - 453000
  - Weihui - 453100
  - Xian de Yanjin - 453200
  - Xian de Fengqiu - 453300
  - Xian de Changyuan - 453400
  - Xian de Yuanyang - 453500
  - Huixian - 453600
  - Xian de Xinxiang - 453700
  - Xian de Huojia - 453800
- Jiaozuo - 454000 et 454100
  - Xian de Xiuwu - 454300
  - Xian de Bo'ai - 454400
  - Qinyang - 454500
  - Jiyuan - 454600
  - Mengzhou - 454700
  - Xian de Wen - 454800
  - Xian de Wuzhi - 454900
- Anyang - 455000
  - Xian d'Anyang - 455100
  - Xian de Tangyin - 456100
  - Xian de Jun (sous la juridiction de la ville-préfecture de Hebi) - 456200
  - Xian de Neihuang - 456300
  - Xian de Hua - 456400
  - Linzhou - 456500
  - Hebi - 456600
  - Xian de Qi (sous la juridiction de la ville-préfecture de Hebi) - 456700
- Puyang - 457000
  - Xian de Puyang - 457100
  - Xian de Qingfeng - 457300
  - Xian de Nanle - 457400
  - Xian de Fan - 457500
  - Xian de Taiqian - 457600

#### Sud-Est (46)
- Xuchang - 461000
  - Xian de Xuchang - 461100
  - Xian de Yanling - 461200
  - Xian de Fugou (sous la juridiction de la ville-préfecture de Zhoukou) - 461300
  - Changge - 461500
  - Yuzhou - 461600
- Luohe - 462000
  - Xian de Xiping (sous la juridiction de la ville-préfecture de Zhumadian) - 462100
  - District de Yancheng - 462300
  - Xian de Wuyang - 462400
  - Wugang (sous la juridiction de la ville de Pingdingshan) - 462500
  - Xian de Linying - 462600
- Zhumadian - 463000
  - Xian de Suiping - 463100
  - Xian de Queshan - 463200
  - Xian de Runan - 463300
  - Xian de Pingyu - 463400
  - Xian de Xincai - 463500
  - Xian de Zhengyang - 463600
  - Xian de Biyang - 463700
- Xinyang - 464000
  - Xian de Luoshan - 464200
  - Xian de Xi - 464300
  - Xian de Huaibin - 464400
  - Xian de Huangchuan - 465100
  - Xian de Gushi - 465200
  - Xian de Shangcheng - 465300
  - Xian de Guangshan - 465400
  - Xian de Xin - 465500
- Zhoukou - 466000
  - Xian de Shangshui - 466100
  - Xiangcheng - 466200
  - Xian de Shenqiu - 466300
  - Xian de Xihua - 466600
  - Xian de Huaiyang - 466700
- Pingdingshan - 467000
  - Xian de Jia - 467100
  - Xian de Ye - 467200
  - Xian de Lushan - 467300
  - Xian de Baofeng - 467400
  - Ruzhou - 467500

#### Ouest (47)
- Luoyang - 471000
  - Xian de Mengjin - 471100
  - Xian de Ruyang - 471200
  - Xian de Yichuan - 471300
  - Xian de Song - 471400
  - Xian de Luanchuan - 471500
  - Xian de Yiyang - 471600
  - Xian de Luoning - 471700
  - Xian de Xin'an - 471800
  - Yanshi - 471900
- Sanmenxia - 472000
  - District de Shangzhou - 472100
  - Xian de Lushi - 472200
  - Yima - 472300
  - Xian de Mianchi - 472400
  - Lingbao - 472500
- Nanyang - 473000 et 473100
  - Xian de Fangcheng - 473200
  - Xian de Sheqi - 473300
  - Xian de Tanghe - 473400
  - Xian de Xinye - 473500
  - Dengzhou - 474100
  - Xian de Zhenping - 474200
  - Xian de Neixiang - 474300
  - Xian de Xichuan - 474400
  - Xian de Xixia - 474500
  - Xian de Nanzhao - 474600
  - Xian de Tongbai - 474700
- Kaifeng - 475000
  - Xian de Xiangfu - 475100
  - Xian de Qi - 475200
  - Xian de Lankao - 475300
  - Xian de Taikang (sous la juridiction de la ville de Zhoukou, dans le sud-ouest de la province) - 475400
- Shangqiu - 476000 et 476100
  - Xian de Zhecheng - 476200
  - Xian de Yucheng - 476300
  - Xian de Xiayi - 476400
  - Yongcheng - 476600
  - Xian de Ningling - 476700
  - Xian de Minquan - 476800
  - Xian de Sui - 476900
  - Xian de Dancheng (sous la juridiction de la ville-préfecture de Zhoukou) - 477100
  - Xian de Luyi (sous la juridiction de la ville-préfecture de Zhoukou) - 477200

## Chine du SudetGuizhou– 5

### Guangdong– 51-52

#### Majorité dans l'Est (51)
- Guangzhou - 510000
  - District de Huadu - 510800
  - Conghua - 510900
  - Xian de Xinfeng (sous la juridiction de la ville-préfecture de Shaoguan) - 511100
  - Zengcheng - 511300
  - District de Panyu et district de Nansha - 511400
  - Qingyuan - 511500
  - Xian de Fogang (sous la juridiction de la ville-préfecture de Qingyuan) - 511600
- Shaoguan - 512000
  - District de Qujiang - 512100
  - Lechang - 512200
  - Xian de Renhua - 512300
  - Nanxiong - 512400
  - Xian de Shixing - 512500
  - Xian de Wengyuan - 512600
  - Xian autonome yao de Ruyuan - 512700
- Yingde (sous la juridiction de la ville-préfecture de Qingyuan) - 513000
  - Xian de Yangshan - 513100
  - Xian autonome zhuang et yao de Lianshan - 513200
  - Xian autonome yao de Liannan - 513300
  - Lianzhou - 513400
- Meizhou - 514000
  - Xian de Jiaoling - 514100
  - Xian de Dabu - 514200
  - Xian de Fengshun - 514300
  - Xian de Wuhua - 514400
  - Xingning - 514500
  - Xian de Pingyuan - 514600
- Shantou - 515000
  - District de Chaoyang et district de Chaonan - 515100
  - Xian de Huilai (sous la juridiction de la ville-préfecture de Jieyang, dans l'ouest de la province) - 515200
  - Puning (sous la juridiction de la ville-préfecture de Jieyang) - 515300
  - Xian de Jiexi (sous la juridiction de la ville-préfecture de Jieyang) - 515400
  - Xian de Jiedong (sous la juridiction de la ville-préfecture de Jieyang) - 515500
  - Xian de Chao'an (sous la juridiction de la ville-préfecture de Chaozhou, dans l'ouest de la province) - 515600
  - Xian de Raoping (sous la juridiction de la ville-préfecture de Chaozhou) - 515700
  - District de Chenghai - 515800
  - Xian de Nan'ao - 515900
- Huizhou - 516000
  - Xian de Boluo - 516100
  - District de Huiyang - 516200
  - Xian de Huidong - 516300
  - Xian de Haifeng (sous la juridiction de la ville-préfecture de Shanwei) - 516400
  - Lufeng (sous la juridiction de la ville-préfecture de Shanwei) - 516500
  - Shanwei - 516600
  - Xian de Luhe - 516700
  - Xian de Longmen - 516800 (anciennement 511200)
- Heyuan - 517000
  - Xian de Lianping - 517100
  - Xian de Heping - 517200
  - Xian de Longchuan - 517300
  - Xian de Zijin - 517400
  - Xian de Dongyuan - 517500
- Shenzhen - 518000
  - District de Bao'an et district de Longgang - 518100
- Zhuhai - 519000
  - District de Doumen - 519100

Le Méga Centre d'Enseignement supérieur de Canton situé sur l'île Xiaoguwei dans le district de Panyu utilise le code postal 510006.

#### En majorité dans l'Ouest (52)
- Chaozhou - 521000
- Jieyang - 522000
- Dongguan - 523000 (anciennement 511700)
- Zhanjiang - 524000
  - Xian de Xuwen - 524100
  - Leizhou - 524200
  - Xian de Suixi - 524300
  - Lianjiang - 524400
  - Wuchuan - 524500
- Maoming - 525000
  - Huazhou - 525100
  - Gaozhou - 525200
  - Xinyi - 525300
  - Xian de Dianbai - 525400
- Zhaoqing - 526000
  - Gaoyao - 526100
  - Sihui - 526200
  - Xian de Guangning - 526300
  - Xian de Huaiji - 526400
  - Xian de Fengkai - 526500
  - Xian de Deqing - 526600
- Yunfu - 527000
  - Xian de Yunan - 527100
  - Luoding - 527200
  - District de Yuncheng - 527300
  - Xian de Xinxing - 527400
  - Xian de Yun'an - 527500
- Foshan - 528000
  - District de Sanshui - 528100
  - District de Nanhai - 528200
  - District de Shunde - 528300
  - Zhongshan - 528400
  - District de Gaoming - 528500
- Jiangmen - 529000
  - District de Xinhui - 529100
  - Taishan - 529200
  - Kaiping - 529300
  - Enping - 529400
  - Heshan - 529500
  - Yangjiang - 529600
  - Yangchun (sous la juridiction de la ville-préfecture de Yangjiang) - 529700
  - Xian de Yangxi (sous la juridiction de la préfecture de Yangjiang) - 529800

### Guangxi– 53-54

#### Ouest (53)
- Nanning - 530000
  - Xian de Wuming - 530100
  - District de Yongning - 530200
  - Hengzhou - 530300
  - Xian de Binyang - 530400
  - Xian de Shanglin - 530500
  - Xian de Mashan - 530600
  - Xian autonome yao de Du'an (sous la juridiction de la ville-préfecture de Hechi, dans l'est de la province) - 530700
  - Xian autonome yao de Dahua (sous la juridiction de la ville-préfecture de Hechi) - 530800
  - Xian de Pingguo (sous la juridiction de la ville-préfecture de Baise) - 531400
  - Xian de Tiandong (sous la juridiction de la ville-préfecture de Baise) - 531500
  - Xian de Fusui (sous la juridiction de la ville-préfecture de Chongzuo) - 532100
  - Chongzuo - 532200
  - Xian de Daxin (sous la juridiction de la ville-préfecture de Chongzuo) - 532300
  - Xian de Longzhou (sous la juridiction de la ville-préfecture de Chongzuo) - 532400
  - Xian de Ningming (sous la juridiction de la ville-préfecture de Chongzuo) - 532500
  - Pingxiang - 532600
  - Xian de Long'an - 532700
  - Xian de Tiandeng (sous la juridiction de la ville-préfecture de Chongzuo) - 532800
- Baise - 533000
  - Xian de Lingyun - 533100
  - Xian de Leye - 533200
  - Xian de Tianlin - 533300
  - Xian autonome de diverses nationalités de Longlin - 533400
  - Xian de Xilin - 533500
  - Xian de Tianyang - 533600
  - Xian de Debao - 533700
  - Xian de Jingxi - 533800
  - Xian de Napo - 533900
- Qinzhou - 535000
  - Xian de Pubei - 535300
  - Xian de Lingshan - 535400
  - Xian de Shangsi (sous la juridiction de la ville-préfecture de Fangchenggang) - 535500
- Beihai - 536000
  - Xian de Hepu - 536100
- Yulin - 537000
  - Guigang - 537100
  - Guiping (sous la juridiction de la ville-préfecture de Guigang) - 537200
  - Xian de Pingnan (sous la juridiction de la ville-préfecture de Guigang) - 537300
  - Beiliu - 537400
  - Xian de Rong - 537500
  - Xian de Bobai - 537600
  - Xian de Luchuan - 537700
  - Xian de Xingye - 537800
- Fangchenggang - 538000 (anciennement 535600 et 535700)
  - Dongxing - 538100

#### Est (54)
- Guilin - 541000
  - Xian de Lingui - 541100
  - Xian de Lingchuan - 541200
  - Xian de Xing'an - 541300
  - Xian de Ziyuan - 541400
  - Xian de Quanzhou - 541500
  - Xian de Guanyang - 541600
  - Xian autonome de diverses nationalités de Longsheng - 541700
  - Xian de Yongfu - 541800
  - Xian de Yangshuo - 541900
  - Xian de Pingle - 542400
  - Xian autonome yao de Gongcheng - 542500
  - Xian de Zhongshan (sous la juridiction de la ville-préfecture de Hezhou) - 542600
  - Xian autonome yao de Fuchuan (sous la juridiction de la ville-préfecture de Hezhou) - 542700
  - Hezhou - 542800
- Wuzhou - 543000
  - Xian de Cangwu - 543100
  - Cenxi - 543200
  - Xian de Teng - 543300
- Liuzhou - 545000
  - District de Liujiang - 545100
  - Xian de Liucheng - 545200
  - Xian autonome miao de Rongshui (sous la juridiction de la ville-préfecture de Fangchenggang, dans l'ouest de la province) - 545300
  - Xian de Rong'an - 545400
  - Xian autonome dong de Sanjiang - 545500
  - Xian de Luzhai (sous la juridiction de la ville-préfecture de Fangchenggang) - 545600
  - Xian autonome yao de Jinxiu (sous la juridiction de la ville-préfecture de Laibin) - 545700
  - Xian de Xiangzhou (sous la juridiction de la ville-préfecture de Laibin) - 545800
  - Xian de Wuxuan (sous la juridiction de la ville-préfecture de Laibin) - 545900
  - Laibin - 546100
  - Xian de Xincheng (sous la juridiction de la ville-préfecture de Laibin) - 546200
  - Yizhou (sous la juridiction de la ville-préfecture de Hechi) - 546300
  - Xian autonome mulao de Luocheng (sous la juridiction de la ville-préfecture de Hechi) - 546400
  - Heshan (sous la juridiction de la ville-préfecture de Laibin) - 546500
  - Xian de Lipu (sous la juridiction de la ville-préfecture de Guilin) - 546600
  - Xian de Mengshan (sous la juridiction de la ville-préfecture de Wuzhou) - 546700
  - Xian de Zhaoping (sous la juridiction de la ville-préfecture de Hezhou) - 546800
- Hechi - 547000
  - Xian autonome maonan de Huanjiang - 547100
  - Xian de Nandan (sous la juridiction de la ville-préfecture de Guigang, dans l'ouest de la province) - 547200
  - Xian de Tian'e (sous la juridiction de la ville-préfecture de Guigang) - 547300
  - Xian de Donglan - 547400
  - Xian autonome yao de Bama - 547500

### Guizhou– 55-56

#### Sud (55)
- Guiyang - 550000
  - Xian de Luodian (sous la juridiction de la préfecture autonome buyei et miao de Qiannan) - 550100
  - Xian de Xiuwen - 550200
  - Xian de Kaiyang - 550300
  - Xian de Weng'an (sous la juridiction de la préfecture autonome buyei et miao de Qiannan) - 550400
  - Fuquan (sous la juridiction de la préfecture autonome buyei et miao de Qiannan) - 550500
  - Xian de Huishui (sous la juridiction de la préfecture autonome buyei et miao de Qiannan) - 550600
  - Xian de Changshun (sous la juridiction de la préfecture autonome buyei et miao de Qiannan) - 550700
  - Xian autonome miao et buyei de Ziyun (sous la juridiction de la ville-préfecture d'Anshun, dans le nord de la province) - 550800
  - Xian de Xifeng - 551100
  - Xian de Longli (sous la juridiction de la préfecture autonome buyei et miao de Qiannan) - 551200
  - Xian de Guiding (sous la juridiction de la préfecture autonome buyei et miao de Qiannan) - 551300
  - Qingzhen - 551400
  - Xian de Qianxi (sous la juridiction de la ville-préfecture de Bijie) - 551500
  - Xian de Dafang (sous la juridiction de la ville-préfecture de Bijie) - 551600
  - Bijie - 551700
  - Xian de Zhijin (sous la juridiction de la ville-préfecture de Bijie) - 552100
  - Xian de Ceheng (sous la juridiction de la préfecture autonome buyei et miao de Qianxinan, dans le nord de la province) - 552200
  - Xian de Wangmo (sous la juridiction de la préfecture autonome buyei et miao de Qianxinan) - 552300
  - Xian d'Anlong (sous la juridiction de la préfecture autonome buyei et miao de Qianxinan) - 552400
- Liupanshui - 553000
  - Xian autonome yi, hui et miao de Weining (sous la juridiction de la ville-préfecture de Bijie) - 553100
  - Xian de Hezhang (sous la juridiction de la ville-préfecture de Bijie) - 553200
  - Xian de Nayong (sous la juridiction de la ville-préfecture de Bijie) - 553300
  - District spécial de Liuzhi - 553400
  - Xian de Pan - 553500 (anciennement 561600)
- Xian autonome dong de Yuping (sous la juridiction de la ville-préfecture de Tongren) - 554000
  - Xian autonome miao de Songtao (sous la juridiction de la ville-préfecture de Tongren) - 554100
  - District de Wanshan (sous la juridiction de la ville-préfecture de Tongren) - 554200
  - District de Bijiang (Tongren) - 554300
  - Xian de Jiangkou (sous la juridiction de la ville-préfecture de Tongren) - 554400
  - Xian de Shiqian (sous la juridiction de la ville-préfecture de Tongren) - 555100
  - Xian autonome tujia et miao de Yinjiang (sous la juridiction de la ville-préfecture de Tongren) - 555200
- Préfecture autonome miao et dong de Qiandongnan (Kaili) - 556000
  - Xian de Huangping - 556100
  - Xian de Shibing - 556200
  - Xian de Taijiang - 556300
  - Xian de Jianhe - 556400
  - Xian de Sansui - 556500
  - Xian de Tianzhu - 556600
  - Xian de Leishan - 557100
  - Xian de Rongjiang - 557200
  - Xian de Liping - 557300
  - Xian de Congjiang - 557400
  - Xian de Danzhai - 557500
  - Xian de Majiang - 557600
  - Xian de Zhenyuan - 557700
- Préfecture autonome buyei et miao de Qiannan - 558000
  - Xian autonome sui de Sandu - 558100
  - Xian de Dushan - 558200
  - Xian de Pingtang - 558300
  - Xian de Libo - 558400

#### Nord (56)
- Anshun - 561000
  - Xian de Pingba - 561100
  - Xian autonome buyei et miao de Zhenning - 561200
  - Xian autonome buyei et miao de Guanling - 561300
  - Xian de Qinglong (sous la juridiction de la préfecture autonome buyei et miao de Qianxinan) - 561400
  - Xian de Pu'an - 561500
  - Xian de Puding - 562100
  - Xian de Zhenfeng (sous la juridiction de la préfecture autonome buyei et miao de Qianxinan) - 562200
  - Xian de Xingren (sous la juridiction de la préfecture autonome buyei et miao de Qianxinan) - 562300
  - Xingyi (Préfecture autonome buyei et miao de Qianxinan) - 562400
- Zunyi - 563000
  - Xian de Zunyi - 563100
  - Xian de Tongzi - 563200
  - Xian de Suiyang - 563300
  - Xian de Zheng'an - 563400
  - Xian autonome gelao et miao de Daozhen - 563500
  - Xian de Meitan - 564100
  - Xian de Fenggang - 564200
  - Xian autonome gelao et miao de Wuchuan - 564300
  - Xian de Yuqing - 564400
  - Renhuai - 564500
  - Xian de Xishui - 546600
  - Chishui - 564700
  - Xian de Sinan (sous la juridiction de la ville-préfecture de Tongren, dans le sud de la province) - 565100
  - Xian de Dejiang (sous la juridiction de la ville-préfecture de Tongren) - 565200
  - Xian autonome tujia de Yanhe (sous la juridiction de la ville-préfecture de Tongren) - 565300

### Hainan– 57
- Haikou - 570000
  - District de Qiongshan - 571100
  - Xian de Ding'an - 571200
  - Wenchang - 571300
  - Qionghai - 571400
  - Wanning - 571500
  - Xian de Tunchang - 571600
  - Danzhou - 571700
  - Xian de Lingao - 571800
  - Xian de Chengmai - 571900
- Sanya - 572000
  - Wuzhishan - 572200
  - Xian autonome li et miao de Baoting - 572300
  - Xian autonome li de Lingshui - 572400
  - Xian autonome li de Ledong - 572500
  - Dongfang - 572600
  - Xian autonome li de Changjiang - 572700
  - Xian autonome li de Baisha - 572800
  - Xian autonome li et miao de Qiongzhong - 572900
  - Sansha - 573100
- Zone de développement économique de Yangpu - 578000

## Chine du Sud-Ouest– 6

### Sichuan– 61-64

#### Centre et Sud-Ouest (61)
- Chengdu – 610000
  - District de Longquanyi – 610100
  - District de Shuangliu – 610200
  - District de Qingbaijiang – 610300
  - Xian de Jintang – 610400
  - District de Wenjiang – 611100
  - Chongzhou – 611200
  - Xian de Dayi – 611300
  - Xian de Xinjin – 611400
  - Qionglai – 611500
  - Xian de Pujiang – 611600
  - Xian de Pi – 611700
  - Dujiangyan – 611800
  - Pengzhou – 611900
  - Xian de Jingyan (sous la juridiction de la ville-préfecture de Leshan) – 613100 (anciennement 612600)
- Leshan – 614000
  - Xian de Jiajiang – 614100
  - Emeishan – 614200
  - Xian autonome yi d'Ebian – 614300
  - Xian de Qianwei – 614400
  - Xian de Muchuan – 614500
  - Xian autonome yi de Mabian – 614600
  - District de Jinkouhe – 614700
  - District de Wutongqiao – 614800
  - District de Shawan – 614900
- Préfecture autonome yi de Liangshan (Xichang) – 615000
  - Xian de Huili – 615100
  - Xian de Huidong – 615200
  - Xian de Puge – 615300
  - Xian de Ningnan – 615400
  - Xian de Dechang – 615500
  - Xian de Mianning – 615600
  - Xian de Yanyuan – 615700
  - Xian autonome tibétain de Muli – 615800
  - Xian de Zhaojue – 616100
  - Xian de Jinyang – 616200
  - Xian de Butuo – 616300
  - Xian de Meigu – 616400
  - Xian de Leibo – 616500
  - Xian de Yuexi – 616600
  - Xian de Xide – 616700
  - Xian de Ganluo – 616800
- Panzhihua – 617000
  - Xian de Yanbian – 617100
  - Xian de Miyi – 617200
- Deyang – 618000
  - Xian de Zhongjiang – 618100
  - Mianzhu – 618200
  - Guanghan – 618300
  - Shifang – 618400
  - Xian de Luojiang – 618500

#### Ouest (62)
- Meishan – 620000 (anciennement 612100)
  - Xian de Danleng – 620200 (anciennement 612200)
  - Xian de Hongya – 620300 (anciennement 612300)
  - Xian de Qingshen – 620400 (anciennement 612400)
  - Xian de Renshou – 620500 (anciennement 612500)
  - Xian de Pengshan – 620800 (anciennement 612700)
- Mianyang – 621000
  - Xian de Santai – 621100
  - Xian de Yanting – 621600
  - Jiangyou – 621700
  - Xian de Zitong – 622100
  - Xian de Pingwu – 622500
  - Xian d'An – 622600
  - Xian autonome qiang de Beichuan – 622700
- Xian de Wenchuan (sous la juridiction de la préfecture autonome tibétaine et qiang d'Aba) – 623000
  - Xian de Li – 623100
  - Xian de Mao – 623200
  - Xian de Songpan – 623300
  - Xian de Jiuzhaigou – 623400
  - Xian de Heishui – 623500
- Xian de Barkam – 624000
  - Xian de Jinchuan – 624100
  - Xian de Xiaojin – 624200
  - Xian de Zamtang – 624300
  - Xian de Hongyuan – 624400
  - Xian de Zoigê – 624500
  - Xian d'Aba – 624600
  - Xian de Jigzhi (sous la juridiction de la préfecture autonome tibétaine de Golog, dans la province du Qinghai) – 624700
- Ya'an – 625000
  - District de Mingshan – 625100
  - Xian de Yingjing – 625200
  - Xian de Hanyuan – 625300
  - Xian de Shimian – 625400
  - Xian de Tianquan – 625500
  - Xian de Lushan – 625600
  - Xian de Baoxing – 625700
- Préfecture autonome tibétaine de Garzê (Kangding) – 626000
  - Xian de Luding – 626100
  - Xian de Jiulong – 626200
  - Xian de Danba – 626300
  - Xian de Dawu – 626400
  - Xian de Luhuo – 626500
  - Xian de Sêrtar – 626600
  - Xian de Garzê – 626700
  - Xian de Xinlong – 626800
  - Xian de Baiyü – 627100
  - Xian de Dêgê – 627200
  - Xian de Sêrxü – 627300
  - Xian de Yajiang – 627400
  - Xian de Litang – 627500
  - Xian de Batang – 627600
  - Xian de Xiangcheng – 627700
  - Xian de Daocheng – 627800
  - Xian de Dêrong – 627900
- Guangyuan – 628000
  - Xian de Qingchuan – 628100
  - Xian de Wangcang – 628200
  - Xian de Jiange – 628300
  - Xian de Cangxi – 628400
- Suining – 629000
  - Xian de Pengxi – 629100
  - Xian de Shehong – 629200
  - Xian de Daying – 629300

#### Est (63)
- Dazhou – 635000
  - Xian de Dazhu – 635100
  - Xian de Qu – 635200
  - Xian de Nanjiang (sous la juridiction de la ville-préfecture de Bazhong) – 635600
  - Xian de Xuanhan – 636100
  - Xian de Kaijiang – 636200
  - Wanyuan – 636300
  - Xian de Pingchang (sous la juridiction de la ville-préfecture de Bazhong) – 636400 (anciennement 635400)
  - District de Bazhou (Bazhong) – 636600 (anciennement 635600)
- Nanchong – 637000
- District de Shunqing - 637000
  - District de Gaoping - 637100
  - Xian de Xichong – 637200
  - Xian de Nanbu  – 637300
  - Langzhong – 637400
  - District de Jialing – 637500
  - Xian de Yilong – 637600
  - Xian de Yingshan – 637700 (anciennement 638100)
  - Xian de Peng'an – 637800 (anciennement 638200)
- Guang'an – 638000
  - Xian de Yuechi – 638300
  - Xian de Wusheng – 638400
  - Xian de Linshui – 638500 (anciennement 635300)
  - Huaying – 638600

Avant 1997, Chongqing utilisait également des codes postaux débutant par "63".

#### Sud-Est (64)
- Neijiang – 641000
  - District de Dongxing – 641100
  - Xian de Zizhong – 641200
  - Ziyang – 641300
  - Jianyang (sous la juridiction de la ville-préfecture de Chengdu, au centre de la province) – 641400
  - Xian de Lezhi (sous la juridiction de la ville-préfecture de Ziyang) – 641500
  - Xian de Longchang – 642100
  - Xian d'Anyue – 642300
  - Xian de Weiyuan – 642400
- Zigong – 643000
  - Xian de Rong – 643100
  - Xian de Fushun – 643200
- Yibin – 644000
  - Xian de Nanxi – 644100
  - Xian de Jiang'an – 644200
  - Xian de Changning – 644300
  - Xian de Xingwen – 644400
  - Xian de Gong – 644500
  - Xian de Yibin – 644600
  - Xian de Gao – 645100
  - Xian de Junlian – 645200
  - Xian de Pingshan – 645300
- Luzhou – 646000
  - Xian de Lu – 646100
  - Xian de Hejiang – 646200
  - District de Naxi – 646300
  - Xian de Xuyong – 646400
  - Xian de Gulin – 646500

Avant 1997, Chongqing utilisait également des codes postaux débutant par "64".

### Yunnan– 65-67

#### Est (65)
- Kunming – 650000
  - District de Xishan – 650100
  - District de Guandu – 650200
  - Anning – 650300
  - Xian de Fumin – 650400
  - Xian de Chenggong – 650500
  - Xian de Jinning – 650600
  - Xian de Yimen (sous la juridiction de la ville-préfecture de Yuxi) – 651100
  - Xian de Lufeng (sous la juridiction de la préfecture autonome yi de Chuxiong, dans l'ouest de la province) – 651200
  - Xian de Yuanmou (sous la juridiction de la préfecture autonome yi de Chuxiong) – 651300
  - Xian de Yongren (sous la juridiction de la préfecture autonome yi de Chuxiong) – 651400
  - Xian autonome yi et miao de Luquan – 651500
  - Xian de Wuding (sous la juridiction de la préfecture autonome yi de Chuxiong) – 651600
  - Xian de Songming – 651700
  - Xian de Yiliang – 652100
  - Xian autonome yi de Shilin – 652200
  - Xian de Mile (sous la préfecture autonome hani et yi de Honghe) – 652300
  - Xian de Luxi (sous la juridiction de la préfecture autonome hani et yi de Honghe) – 652400
  - Xian de Chengjiang (sous la juridiction de la ville-préfecture de Yuxi) – 652500
  - Xian de Jiangchuan (sous la juridiction de la ville-préfecture de Yuxi) – 652600
  - Xian de Tonghai (sous la juridiction de la ville-préfecture de Yuxi) – 652700
  - Xian de Huaning (sous la juridiction de la ville-préfecture de Yuxi) – 652800
  - Yuxi – 653100
  - Xian autonome yi d'Eshan – 653200
  - Xian autonome hani, yi et dai de Yuanjiang – 653300
  - Xian autonome yi et dai de Xinping – 653400
  - District de Dongchuan (sous la juridiction de la ville-préfecture de Kunming) – 654100
  - Xian de Huize (sous la juridiction de la ville-préfecture de Qujing) – 654200
  - Xian de Jianshui (sous la juridiction de la préfecture autonome hani et yi de Honghe) – 654300
  - Xian de Honghe (sous la juridiction de la préfecture autonome hani et yi de Honghe) – 654400
  - Xian de Qiaojia (sous la juridiction de la ville-préfecture de Zhaotong) – 654600
  - Xian autonome hani de Mojiang (sous la juridiction de la ville-préfecture de Pu'er) – 654800
- Qujing – 655000
  - Xian de Malong – 655100
  - Xian autonome hui et yi de Xundian (sous la juridiction de la ville-préfecture de Kunming) – 655200
  - Xuanwei – 655400
  - Xian de Fuyuan – 655500
  - Xian de Luliang – 655600
  - Xian de Shizong – 655700
  - Xian de Luoping – 655800
- Zhaotong – 657000
  - Xian de Ludian – 657100
  - Xian de Yongshan – 657300
  - Xian de Daguan – 657400
  - Xian de Yanjin – 657500
  - Xian de Yiliang – 657600
  - Xian de Suijiang – 657700
  - Xian de Shuifu – 657800
  - Xian de Weixin – 657900

#### Sud (66)
- Gejiu (sous la juridiction de la préfecture autonome hani et yi de Honghe) – 661000 et 661400
  - Xian de Mengzi (sous la juridiction de la préfecture autonome hani et yi de Honghe) – 661100
  - Xian autonome yao de Hekou – 661300
  - Xian autonome miao de Pingbian (sous la juridiction de la préfecture autonome hani et yi de Honghe) – 661200
  - Xian autonome miao, yao et dai de Jinping (sous la juridiction de la préfecture autonome hani et yi de Honghe) – 661500
  - Kaiyuan (sous la juridiction de la préfecture autonome hani et yi de Honghe) – 661600
  - Xian de Shiping (sous la juridiction de la préfecture autonome hani et yi de Honghe) – 662200
  - Xian de Yuanyang (sous la juridiction de la préfecture autonome hani et yi de Honghe) – 662400
  - Xian de Lüchun (sous la juridiction de la préfecture autonome hani et yi de Honghe) – 662500
- Préfecture autonome zhuang et miao de Wenshan (Wenshan) – 663000
  - Xian de Yanshan  – 663100
  - Xian de Qiubei – 663200
  - Xian de Guangnan – 663300
  - Xian de Funing – 663400
  - Xian de Xichou – 663500
  - Xian de Malipo – 663600

#### Ouest (67)
- Préfecture autonome bai de Dali (Dali) – 671000
  - Xian de Yimen (sous la juridiction de la ville-préfecture de Yuxi, dans l'est de la province) – 671100
  - Xian d'Eryuan – 671200
  - Xian de Jianchuan – 671300
  - Xian autonome bai et pumi de Lanping – 671400
  - Xian de Heqing – 671500
  - Xian de Xiangyun – 672100
  - Xian autonome yi et hui de Weishan – 672400
  - Xian autonome yi de Yangbi – 672500
  - Xian de Yongping – 672600
  - Xian de Yunlong – 672700
  - Xian de Lushui (sous la juridiction de la préfecture autonome lisu de Nujiang) – 673100 et 673200
  - Xian de Fugong – 673400
  - Xian autonome derung et nu de Gongshan – 673500
  - Lijiang – 674100
  - Xian de Yongsheng – 674200
  - Xian autonome yi de Ninglang – 674300
  - Shangri-La (sous la préfecture autonome tibétaine de Diqing) – 674400
  - Xian de Dêqên (sous la préfecture autonome tibétaine de Diqing) – 674500
  - Xian autonome lisu de Weixi (sous la préfecture autonome tibétaine de Diqing) – 674600
  - Xian de Huaping – 674800 (anciennement 617300)
- Préfecture autonome yi de Chuxiong (Chuxiong) – 675000
  - Xian de Shuangbai – 675100
  - Xian de Nanhua – 675200
  - Xian de Yao'an – 675300
  - Xian de Dayao – 675400
  - Xian de Mouding – 675500
  - Xian de Midu (sous la juridiction de la préfecture autonome bai de Dali) – 675600
  - Xian autonome yi de Nanjian (sous la juridiction de la préfecture autonome bai de Dali) – 675700
  - Xian de Yun (sous la juridiction de la ville-préfecture de Lincang) – 675800
  - Xian de Fengqing (sous la juridiction de la ville-préfecture de Lincang) – 675900
  - Xian autonome yi de Jingdong (sous la juridiction de la ville-préfecture de Lincang) – 676200
- Lincang – 677000
  - Xian autonome lahu, va, blang et dai de Shuangjiang – 677300
  - Xian autonome va de Cangyuan – 677400
  - Xian autonome dai et va de Gengma – 677500
  - Xian de Yongde – 677600
  - Xian de Zhenkang – 677700
- Baoshan – 678000
  - Xian de Changning – 678100
  - Xian de Shidian – 678200
  - Xian de Longling – 678300
  - Mangshi (sous la juridiction de la préfecture autonome dai et jingpo de Dehong) – 678400
  - Ruili (sous la juridiction de la préfecture autonome dai et jingpo de Dehong) – 678500
  - Xian de Longchuan (sous la juridiction de la préfecture autonome dai et jingpo de Dehong) – 678600
  - Xian de Tengchong – 679100
  - Xian de Lianghe (sous la juridiction de la préfecture autonome dai et jingpo de Dehong) – 679200
  - Xian de Yingjiang (sous la juridiction de la préfecture autonome dai et jingpo de Dehong) – 679300

## Chine du Nord-Ouest– 7

### Shaanxi– 71-72

#### Est (71)
- Xi'an – 710000
  - District de Chang'an – 710100
  - District de Gaoling – 710200
  - Xian de Hu – 710300
  - Xian de Zhouzhi – 710400
  - Xian de Lantian – 710500
  - District de Lintong – 710600
  - Xian de Chunhua (sous la juridiction de la ville-préfecture de Xianyang) – 711200
  - Xian de Xunyi (sous la juridiction de la ville-préfecture de Xianyang) – 711300
  - Xian de Zhashui (sous la juridiction de la ville-préfecture de Shangluo, dans l'ouest ou le centre de la province) – 711400
  - Xian de Zhen'an (sous la juridiction de la ville-préfecture de Shangluo) – 711500
  - Xian de Ningshan (sous la juridiction de la ville-préfecture de Ankang, dans l'ouest ou le centre de la province) – 711600
  - Xian de Fuping (sous la juridiction de la ville-préfecture de Weinan) – 711700
- Xianyang – 712000
  - District de Yangling – 712100
  - Xian de Wugong – 712200
  - Xingping – 713100
  - Xian de Liquan – 713200
  - Xian de Qian – 713300
  - Xian de Yongshou – 713400
  - Xian de Bin – 713500
  - Xian de Changwu – 713600
  - Xian de Jingyang – 713700
  - Xian de Sanyuan – 713800
- Weinan – 714000
  - Xian de Hua – 714100
  - Huayin – 714200
  - Xian de Tongguan – 714300
  - Xian de Dali – 715100
  - Xian de Chengcheng – 715200
  - Xian de Heyang – 715300
  - Hancheng – 715400
  - Xian de Pucheng – 715500
  - Xian de Baishui – 715600
  - Xian de Huanglong (sous la juridiction de la ville-préfecture de Yan'an) – 715700
- Yan'an – 716000
  - Xian de Ganquan – 716100
  - Xian de Yichuan – 716600
  - Xian de Yanchang – 717100
  - Xian de Yanchuan – 717200
  - Xian de Zichang – 717300
  - Xian d'Ansai – 717400
  - Xian de Zhidan – 717500
  - Xian de Wuqi – 717600
- Xian de Suide (sous la juridiction de la ville-préfecture de Yulin) – 718000
  - Xian de Mizhi – 718100
  - Xian de Wubao – 718200
  - Xian de Qingjian – 718300
  - Xian de Zizhou – 718400
  - Xian de Jingbian – 718500
  - Xian de Dingbian – 718600
- Yulin – 719000
  - District de Hengshan – 719100
  - Xian de Jia – 719200
  - Xian de Shenmu – 719300
  - Xian de Fugu – 719400

#### Ouest et Centre (72)
- Baoji – 721000
  - Xian de Qianyang – 721100
  - Xian de Long – 721200
  - District de Chencang  – 721300
  - Xian de Fengxiang – 721400
  - Xian de Linyou – 721500
  - Xian de Taibai – 721600
  - Xian de Feng – 721700
  - Xian de Fufeng – 722200
  - Xian de Mei – 722300
  - Xian de Qishan – 722400
- Hanzhong – 723000
  - Xian de Nanzheng – 723100
  - Xian de Chenggu – 723200
  - Xian de Yang – 723300
  - Xian de Foping – 723400
  - Xian de Xixiang – 723500
  - Xian de Zhenba – 723600
  - Xian de Liuba – 724100
  - Xian de Mian – 724200
  - Xian de Lueyang – 724300
  - Xian de Ningqiang – 724400
- Ankang – 725000
  - Xian de Hanyin – 725100
  - Xian de Shiquan – 725200
  - Xian de Ziyang – 725300
  - Xian de Langao – 725400
  - Xian de Pingli – 725500
  - Xian de Zhenping – 725600
  - Xian de Xunyang – 725700
  - Xian de Baihe – 725800
- Shangluo – 726000
  - Xian de Luonan – 726100
  - Xian de Danfeng – 726200
  - Xian de Shangnan – 726300
  - Xian de Shanyang – 726400
- Tongchuan – 727000
  - District de Yaozhou – 727100
  - Xian de Yijun – 727200
  - Xian de Huangling (sous la juridiction de la ville-préfecture de Yan'an, dans l'est de la province) – 727300
  - Xian de Luochuan (sous la juridiction de la ville-préfecture de Yan'an) – 727400
  - Xian de Fu (sous la juridiction de la ville-préfecture de Yan'an) – 727500

### Gansu– 73-74

#### Nord (73)
- Lanzhou – 730000
  - Xian de Yuzhong – 730100
  - Xian de Gaolan – 730200
  - Xian de Yongdeng – 730300
  - Xian de Jingtai (sous la juridiction de la ville-préfecture de Baiyin) – 730400
  - Xian de Lintao (sous la juridiction de la ville-préfecture de Dingxi, dans le sud de la province) – 730500
  - Xian de Jingyuan (sous la juridiction de la ville-préfecture de Baiyin) – 730600
  - Baiyin – 730900
  - Préfecture autonome hui de Linxia (Linxia) – 731100
  - Xian de Hezheng – 731200
  - Xian de Guanghe – 731300
  - Xian autonome Dongxiang – 731400
  - Xian de Kangle – 731500
  - Xian de Yongjing – 731600
  - Xian autonome bonan, dongxiang et salar de Jishishan – 731700
  - Xian de Linxia – 731800
- Wuwei – 733000
  - Xian de Gulang – 733100
  - Xian autonome tibétain de Tianzhu – 733200
  - Xian de Minqin – 733300
- Zhangye – 734000
  - Xian de Shandan – 734100
  - Xian de Linze – 734200
  - Xian de Gaotai – 734300
  - Xian autonome yugur de Sunan – 734400
  - Xian de Minle – 734500
- Jiuquan – 735000
  - Jiayuguan – 735100
  - Yumen – 735200
  - Xian de Jinta – 735300
  - Bannière d'Ejin (sous la juridiction de la ligue d'Alxa, en Mongolie-Intérieure) – 735400
  - Xian de Guazhou – 736100
  - Dunhuang – 736200
  - Xian autonome mongol de Subei – 736300
  - Xian autonome kazakh d'Aksai – 736400
  - Jinchang – 737100
  - Xian de Yongchang – 737200
  - Bannière droite d'Alxa (sous la juridiction de la ligue d'Alxa, en Mongolie-Intérieure) – 737300

#### Sud (74)
- Tianshui – 741000
  - Xian de Gangu – 741100
  - Xian de Wushan – 741200
  - Xian de Qingshui – 741300
  - Xian autonome hui de Zhangjiachuan – 741400
  - Xian de Qin'an – 741500
  - Xian de Zhuanglang (sous la juridiction de la ville-préfecture de Pingliang) – 741600
  - Xian de Xihe (sous la juridiction de la ville-préfecture de Longnan) – 742100
  - Xian de Li (sous la juridiction de la ville-préfecture de Longnan) – 742200
  - Xian de Hui (sous la juridiction de la ville-préfecture de Longnan) – 742300
  - Xian de Liangdang (sous la juridiction de la ville-préfecture de Longnan) – 742400
  - Xian de Cheng (sous la juridiction de la ville-préfecture de Longnan) – 742500
- Dingxi – 743000
  - Xian de Huining (sous la juridiction de la ville-préfecture de Baiyin, dans le nord de la province) – 743200
  - Xian de Tongwei – 743300
  - Xian de Jingning (sous la juridiction de la ville-préfecture de Pingliang) – 743400
- Pingliang – 744000
  - Xian de Huating – 744100
  - Xian de Chongxin – 744200
  - Xian de Jingchuan – 744300
  - Xian de Lingtai – 744400
  - Xian de Zhenyuan – 744500
- Qingyang – 745000
  - Xian de Qingcheng – 745100
  - Xian de Ning – 745200
  - Xian de Zhengning – 745300
  - Xian de Heshui – 745400
  - Xian de Huachi – 745600
  - Xian de Huan – 745700
- Longnan – 746000
  - Xian de Zhugqu (sous la juridiction de la préfecture autonome tibétaine de Gannan) – 746300
  - Xian de Wen – 746400
  - Xian de Kang – 746500
- Préfecture autonome tibétaine de Gannan (Hezuo) – 747000
  - Xian de Xiahe – 747100
  - Xian de Luqu – 747200
  - Xian de Maqu – 747300
  - Xian de Têwo – 747400
  - Xian de Lintan – 747500
  - Xian de Jonê – 747600
  - Xian de Longxi (sous la juridiction de la ville-préfecture de Dingxi) – 748100
  - Xian de Weiyuan (sous la juridiction de la ville-préfecture de Dingxi) – 748200
  - Xian de Zhang (sous la juridiction de la ville-préfecture de Dingxi) – 748300
  - Xian de Min (sous la juridiction de la ville-préfecture de Dingxi) – 748400
  - Xian de Dangchang (sous la juridiction de la ville-préfecture de Longnan) – 748500

### Ningxia– 75
- Yinchuan – 750000
  - Xian de Yongning – 750100
  - Xian de Helan – 750200
  - Bannière gauche d'Alxa (sous la juridiction de la ligue d'Alxa, en Mongolie-Intérieure) – 750300
  - Wuzhong – 751100
  - Xian de Tongxin – 751300
  - Lingwu (sous la juridiction de la ville-préfecture de Yinchuan) – 751400
  - Xian de Yanchi – 751500
  - Qingtongxia – 751600
- Shizuishan – 753000
  - Xian de Pingluo – 753400
  - District de Huinong – 753600
- Zhongwei – 755000 (anciennement 751700)
  - Xian de Zhongning – 755100 (anciennement 751200)
  - Xian de Haiyuan – 755200 (anciennement 756100)
- Guyuan – 756000
  - Xian de Xiji – 756200
  - Xian de Longde – 756300
  - Xian de Jingyuan – 756400
  - Xian de Pengyang – 756500

## Chine de l'Ouest– 8

### Qinghai– 81
- Xining – 810000
  - Xian autonome hui et tu de Datong – 810100
  - Xian autonome hui de Menyuan (sous la juridiction de la préfecture autonome tibétaine de Haibei) – 810300
  - Xian de Qilian (sous la juridiction de la préfecture autonome de Haibei) – 810400
  - Xian autonome tu de Huzhu (sous la juridiction de la ville-préfecture de Haidong) – 810500
  - District de Ping'an (sous la juridiction de la ville-préfecture de Haidong) – 810600
  - District de Ledu (sous la juridiction de la ville-préfecture de Haidong) – 810700
  - Xian autonome hui et tu de Minhe (sous la juridiction de la ville-préfecture de Haidong) – 810800
  - Xian autonome hui de Hualong (sous la juridiction de la ville-préfecture de Haidong) – 810900
  - Xian autonome salar de Xunhua (sous la juridiction de la ville-préfecture de Haidong) – 811100
  - Xian de Jainca (sous la préfecture autonome tibétaine de Huangnan) – 811200
  - Xian de Tongren (sous la préfecture autonome tibétaine de Huangnan) – 811300
  - Xian de Zêkog (sous la préfecture autonome tibétaine de Huangnan) – 811400
  - Xian autonome mongol de Henan (sous la préfecture autonome tibétaine de Huangnan) – 811500
  - Xian de Huangzhong (sous la juridiction de la ville-préfecture de Xining) – 811600
  - Xian de Guide (sous la juridiction de la préfecture autonome tibétaine de Hainan) – 811700 et 811800
  - Xian de Huangyuan (sous la juridiction de la ville-préfecture de Xining) – 812100
  - Xian de Haiyan – 812200
- Préfecture autonome tibétaine de Hainan (Xian de Gonghe) – 813000
  - Xian de Tongde – 813200
  - Xian de Xinghai – 813300
  - Xian de Madoi (sous la juridiction de la préfecture autonome tibétaine de Golog) – 813500
- Préfecture autonome tibétaine de Golog (Xian de Maqên) – 814000
  - Xian de Gadê – 814100
  - Xian de Darlag – 814200
  - Xian de Baima – 814300
- Préfecture autonome tibétaine de Yushu (Yushu) – 815000
  - Xian de Chindu – 815100
  - Xian de Nangchen – 815200
  - Xian de Zadoi – 815300
  - Xian de Zhidoi – 815400
  - Xian de Qumarlêb – 815500
- Golmud (sous la juridiction de la préfecture autonome mongole et tibétaine de Haixi) – 816000
  - Xian de Dulan – 816100
- Préfecture autonome mongole et tibétaine de Haixi (Delingha) – 817000
  - Xian de Dulan – 817100
  - Xian de Tianjun – 817200
  - Comité administratif de Da Qaidam – 817300
  - Comité administratif de Lenghu – 817400
  - Comité administratif de Mangya – 817500

### Xinjiang– 83-84

#### Nord (83)
- Ürümqi – 830000
- Préfecture autonome hui de Changji (sous la juridiction de la ville-préfecture de Changji) – 831100
  - Xian de Hutubi – 831200
  - Wujiaqu – 831300
  - Fukang – 831500
  - Xian de Jimsar – 831700
  - Xian de Qitai – 831800
  - Xian autonome kazakh de Mori – 831900
- Shihezi – 832000
  - Xian de Shawan (sous la juridiction de la ville-préfecture de Tacheng) – 832100
  - Xian de Manas (sous la juridiction de la préfecture autonome hui de Changji) – 832200
- Wusu (sous la juridiction de la ville-préfecture de Tacheng) – 833000
  - Kuytun (sous la juridiction de la préfecture autonome kazakh de Ili) – 833200
  - Xian de Jingha (sous la juridiction de la préfecture autonome mongol de Bortala) – 833300
  - Xian de Bole (sous la juridiction de la préfecture autonome mongol de Bortala) – 833400
  - Xian de Wenquan (sous la juridiction de la préfecture autonome mongol de Bortala) – 833500
- Karamay – 834000
  - Xian autonome mongol de Hoboksar (sous la juridiction de la préfecture de Tacheng) – 834400
  - Xian de Toli (sous la juridiction de la ville-préfecture de Tacheng) – 834500
  - Xian d'Emin (sous la juridiction de la ville-préfecture de Tacheng) – 834600
  - Tacheng (sous la juridiction de la ville-préfecture de Tacheng) – 834700
  - Xian de Yumin (sous la juridiction de la ville-préfecture de Tacheng) – 834800
- Préfecture autonome kazakh d'Ili (sous la juridiction de la ville de Yining) – 835000
  - Xian de Yining – 835100
  - Xian de Huocheng – 835200
  - Xian autonome xibe de Qapqal  – 835300
  - Xian de Gongliu – 835400
  - Xian de Tekes – 835500
  - Xian de Zhaosu – 835600
  - Xian de Nilka – 835700
  - Xian de Xinyuan – 835800
  - Xian de Fuyun (sous la juridiction de la préfecture d'Altay) – 836100
  - Xian de Qinggil  – 836200
  - Xian de Fuhai – 836400
  - Altay – 836500
  - Xian de Burqin – 836600
  - Xian de Habahe – 836700
  - Xian de Jeminay – 836800
- Hami – 839000
  - Xian autonome kazakh de Barköl – 839200
  - Xian de Yiwu – 839300

#### Sud (84)
- Préfecture autonome mongol de Bayin'gholin (sous la juridiction de la ville-préfecture de Korla) – 841000
  - Xian autonome hui de Yanqi – 841100
  - Xian de Hoxud – 841200
  - Xian de Hejing – 841300
  - Xian de Bohu – 841400
  - Xian de Yuli – 841500
  - Xian de Luntai – 841600
  - Xian de Ruoqiang – 841800
  - Xian de Qiemo – 841900
- Xian de Kuqa (sous la juridiction de la préfecture d'Aksu) – 842000
  - Xian de Xinhe – 842100
  - Xian de Shayar – 842200
  - Xian de Baicheng – 842300
- Préfecture d'Aksu – 843000
  - Xian de Wensu – 843100
  - Xian d'Awat – 843200
  - Xian d'Uqturpan – 843400
  - Xian d'Akqi (sous la juridiction de la préfecture autonome kirghiz de Kizilsu) – 843500
  - Xian de Kalpin – 843600
  - Xian de Maralbexi (sous la juridiction de la préfecture de Kashgar) – 843800
- Préfecture de Kashgar – 844000
  - Xian de Shufu – 844100
  - Xian de Shule – 844200
  - Xian de Peyziwat – 844300
  - Xian de Yopurga – 844400
  - Xian de Yengisar – 844500
  - Xian de Makit – 844600
  - Xian de Yarkant – 844700
  - Xian de Poskam – 844800
  - Xian de Kargilik – 844900
- Xian de Pishan (sous la juridiction de la préfecture de Hotan) – 845100
  - Xian autonome tajik de Taxkorgan – 845200
  - Artux (sous la juridiction de la préfecture autonome kirghiz de Kizilsu) – 845300
  - Xian d'Ulugqat – 845400
  - Xian d'Akto – 845500
- Préfecture de Hotan – 848000
  - Xian de Karakash – 848100
  - Xian de Lop – 848200
  - Xian de Chira – 848300
  - Xian de Keriya – 848400
  - Xian de Minfeng – 848500

### Tibet– 85-86

#### La plupart des xian (85)
- Lhasa – 850000
  - Xian de Dagzê – 850100
  - Xian de Maizhokunggar – 850200
  - Xian de Qüxü – 850600
  - Xian de Gonggar (sous la juridiction de la ville-préfecture de Shannan) – 850700
  - Xian de Zhanang (sous la juridiction de la ville-préfecture de Shannan) – 850800
- Xian de Nagarzê (sous la juridiction de la ville-préfecture de Shannan) – 851100
  - Xian de Lhozhag (sous la juridiction de la ville-préfecture de Shannan) – 851200
  - District de Doilungdêqên – 851400
  - Xian de Damxung – 851500
  - Xian de Nyêmo et Xian de Lhünzhub – 851600
- Préfecture de Nagqu (sous la juridiction du Xian de Nagqch) – 852000
  - Xian de Baqên – 852100
  - Xian de Sog – 852200
  - Xian de Biru – 852300
  - Xian de Lhari – 852400
  - Xian de Baingoin – 852500
- Xian de Xainza – 853100
  - Xian de Nyima – 853200
  - Xian d'Amdo – 853400
  - Xian de Nyainrong – 853500
- Chamdo – 854000
  - Xian de Jomda – 854100
  - Xian de Gonjo – 854200
  - Xian de Zhag'yab – 854300
  - Xian de Zogang – 854400
  - Xian de Markam – 854500
  - Xian de Baxoi – 854600
  - Xian de Gamba – 854700
  - Xian de Sa'gya – 854800
  - Xian de Dinggyê – 854900
- Xian de Lhorong – 855400
  - Xian de Banbar – 855500
  - Xian de Riwoqê – 855600
  - Xian de Dêngqên – 855700
- Shannan – 856100
  - Xian de Sangri – 856200
  - Xian de Qusum – 856300
  - Xian de Gyaca – 856400
  - Xian de Lhünzê – 856600
  - Xian de Cuona – 856700
  - Xian de Qonggyai – 856800
  - Xian de Comai – 856900
- Shigatse – 857000
  - Xian de Namling – 857100
  - Xian de Rinbung – 857200
  - Xian de Bainang – 857300
  - Xian de Gyangze – 857400
  - Xian de Kangmar – 857500
  - Xian de Yadong – 857600
  - Xian de Gamba – 857700
  - Xian de Sa'gya – 857800
  - Xian de Dinggyê – 857900
- Xian de Lhaze – 858100
  - Xian de Tingri – 858200
  - Xian de Nyalam – 858300
  - Xian de Ngamring – 858500
  - Xian de Saga – 858600
  - Xian de Gyirong – 858700
  - Xian de Zhongba – 858800
  - Xian de Xaitongmoin – 858900
- Préfecture de Ngari (sous la juridiction du Xian de Gar) – 859000
  - Xian de Gê'gyai – 859100
  - Xian de Gêrzê – 859200
  - Xian de Coqên – 859300
  - Xian de Burang – 859500
  - Xian de Zanda – 859600
  - Xian de Rutog – 859700

#### Nyingchi (86)
- Nyingchi – 860100
  - Xian de Gongbo'gyamda – 860200
  - Xian de Bomi – 860300
  - Xian de Nang – 860400
  - Xian de Mainling – 860500
  - Xian de Zayü – 860600
  - Xian de Mêdog – 860700

## International et régional – 9
- Bureau de poste de l'Espace – 901001[2]

Les codes postaux suivants sont uniquement employés en interne et ne sont pas utilisable par le public :
- Japon – 999001[3]
- Singapour – 999002[4]
- Thaïlande – 999003
- Malaisie – 999004
- Philippines  – 999005
- Indonésie – 999006
- Corée du Sud – 999007
- Inde – 999008
- Bangladesh  – 999009
- Pakistan  – 999010
- Sri Lanka  – 999011
- Laos – 999012
- Autriche – 999013
- Belgique – 999014
- Irlande – 999015
- Italie – 999016
- Danemark – 999017
- Finlande – 999018
- France – 999019
- Royaume-Uni – 999020
- Luxembourg – 999021
- Portugal – 999022
- Espagne – 999023
- Hongrie – 999024
- Pays-Bas – 999025
- Norvège – 999026
- Suède – 999027
- Grèce – 999028
- Australie – 999029
- Nouvelle-Zélande – 999030
- Papouasie-Nouvelle-Guinée – 999031
- Roumanie – 999032
- Ouzbékistan – 999033
- Suisse – 999034
- Allemagne – 999035
- République tchèque – 999036
- Slovaquie – 999037
- Pologne – 999038
- États-Unis – 999039
- Canada – 999040
- Émirats arabes unis – 999041
- Turquie – 999042
- Qatar – 999043
- Koweït – 999044
- Jordanie – 999045
- Oman – 999046
- Éthiopie – 999047
- Irak – 999048
- Guinée – 999049
- Tunisie – 999050
- Rwanda – 999051
- Tchad – 999052
- Mali – 999053
- Madagascar – 999054
- Maroc – 999055
- Niger – 999056
- Djibouti – 999057
- Chypre – 999058
- République du Congo – 999059
- Égypte – 999060
- Burkina Faso – 999061
- Nigeria – 999062
- Côte d'Ivoire – 999063
- Ghana – 999064
- Gabon – 999065
- Sénégal – 999066
- Iran – 999067
- Mozambique – 999068
- République démocratique du Congo – 999069
- Kenya – 999070
- Argentine – 999071
- Panama – 999072
- Guyana – 999073
- Brésil – 999074
- Cuba – 999075
- Colombie – 999076
- Hong Kong – 999077
- Macao – 999078
- Taïwan – 999079
- Israël – 999080
- Russie – 999081
- Lettonie – 999082
- Croatie – 999083
- Pérou – 999084
- Mexique – 999085
- Malte – 999086
- Afghanistan – 999087
- Arabie Saoudite – 999088
- Bahreïn – 999089
- Bhoutan – 999090